# デッドライジング2
『デッドライジング2』（DEAD RISING2）は、カプコンより2010年9月30日に発売されたマルチプラットフォームのアクションゲーム。キャッチコピーは「好きに、ヤれ。」。略称はデッドラ2。
なお、本項ではゲーム本編のプロローグエピソードとなる『CASE:0』、本編エンディング直後の後日談を描いた『CASE:WEST』、フランク・ウェストを主人公にしたアナザーストーリー『オフ・ザ・レコード』についても記述する。

## 概要
2006年にカプコンから発売された『デッドライジング』の続編。登場キャラクターを一新し、前作から5年後の世界を舞台とした内容となっている。開発コンセプトは「より広く」、「より大きく」、「より多く」、「より自由度の高い」で、開発はプロデューサーの稲船敬二をはじめとする前作からのスタッフとカナダの開発会社・Blue Castle Games。日本スタッフが主体だった前作と比較すると、シナリオを含めた多くの部分に海外スタッフが関与している。これが縁となり、カプコンは同社を完全子会社化することを発表した。なお、本作は稲船がカプコンで制作した最後のゲームソフトとなった。『ロックマンDASH3 PROJECT』が開発を発表した段階だったため、完成したという意味では本作が最後となる。
前作はXbox 360専用ソフトであったが、今作はPlayStation 3やWindowsでも開発され、マルチプラットフォームで展開されている。また、前作の日本版は欧米版よりもゴア表現の規制が掛けられていたが、今作では全ての地域版で残虐表現がなされている。続編のデッドライジング3およびデッドライジング4はXbox One、PC専用となりマイクロソフトが販売を手がける。
テレビCM及びショートムービー「55チャック!」では、ロックバンド「怒髪天」のボーカル・増子直純がナレーションを担当している。
2010年10月28日に、全世界での出荷本数が200万本に達したことがカプコンから発表された。
2016年9月13日には『オフ・ザ・レコード』の、2016年9月29日には『2』のリマスター版がPlayStation 4、Xbox One、PCで発売された。ただし、下記のダウンロードコンテンツはリマスター化されておらず、オリジナルのXbox 360版を除く全プラットフォームで未収録である。

### デッドライジング2 CASE:0
本編の発売に先駆け、プロローグとしてXbox LIVE専用コンテンツとして配信されている。このXbox 360独占という機種選定について稲船は、「Xbox 360から始まった『デッドライジング』なので、特別感を出すため」との理由を説明している。一方で、竹内潤は「デッドライジング2の開発はXbox 360版の開発は早い段階で終わっていたが、PS3版の開発が遅れていた。そこでXbox 360版のスタッフを遊ばせないよう急遽作ることを指示した。急にそんなことを言い出したので大変だった」とも述べている。
また、CEROの審査においてZ（18才以上のみ対象）と指定されたため、マイクロソフトポイントでの購入は不可能となっており、クレジットカードでの支払いにのみ限られる措置が採られた。この措置は、Xbox LIVEアーケードにおいてパーフェクトダーク（日本ではコンテンツのみ配信され、ゲームは2013年の世代末期まで配信されなかった）に次ぐ2例目となる。
日本版は当初、2010年8月30日に配信予定だったが、体験版に相応しくない不具合が発見されたため配信を延期し、9月8日に配信開始となった。また、北米タグなどを使用すれば先行して購入できたが、リージョン規制が掛けられたため現在は購入出来なくなっている。欧米では配信開始から1週間で30万ダウンロードを達成し、XBLAソフトとしては異例の数値を記録したと発表した。
基本的なシステムは本編と変わらず、ケイティーのゾンビ化を抑制するためにゾンブレックスを探し出しつつ、街にいる生存者の救助を行う。今作から追加されたコンボ武器をはじめ、金銭の概念も導入されているが、最大の特徴は獲得したコンボカードや『CASE:0』のみに登場するコスチュームなどのセーブデータを本編に引き継ぐことができる点である。ただし、レベルの上限は5で、PPも8万までとなっている。

### デッドライジング2 CASE:WEST
2010年9月15日、追加ダウンロードコンテンツとして『CASE:WEST』の配信が発表された。ストーリー的には本編のAエンド直後の物語で、前作の主人公であるフランク・ウェストが登場。CO-OPプレイも可能で、チャックとフランクがタッグを組み、更なる事件の闇へと立ち向かうべくフェノトランス研究所に潜入する。また、『CASE:0』と同様にXbox 360独占配信となっている。全世界で2010年12月27日に配信が開始された。また、フランクが登場した事で、前作のカメラ撮影によるPP取得システムが復活しており、チャックもカメラで撮影できるようになった。なお、ゾンブレックスと金銭の概念は撤廃されている（そもそも24時間以内の出来事を描いた物語であり、かつ使用すべき感染者や店が存在しない）。

### デッドライジング2 オフ・ザ・レコード
2010年4月7日に行われた『CAPTIVATE 2011』で発表され、2011年10月13日にPS3版・Xbox 360版が発売された。ストーリーは上記とは異なるパラレルストーリーとなっており、本編のマイナーチェンジ版になっている。主人公がチャックから前作『デッドライジング』の主人公であるフランク・ウェストに代わっており、そのフランクが主人公に返り咲いた事で、カメラ撮影によるPP取得システムが復活している他、コンボカード等のデッドライジング2のシステムもそのまま使用できる。

## ストーリー

### 本編
アメリカはコロラド州にある地方都市・ウィラメッテで「ゾンビアウトブレイク」が突如として発生してから5年。アウトブレイクはアメリカ各地に飛び火し、増え続けるゾンビによって人々は恐怖と隣り合わせの日々を過ごしていた。今もなおゾンビ化への抜本的な治療は見つかっておらず、現時点では感染者のゾンビ化を一時的に抑制する薬「ゾンブレックス」を定期的に投与し、やり過ごすしかなかった。ただ、そのゾンブレックスも生産が追いつかず、薬一つ買うにも大金を要している。
モトクロスの元チャンピオンであるチャック・グリーンは、数年前に起きたラスベガスでのアウトブレイクで妻を失い、その際に愛娘・ケイティーがゾンビ感染者となってしまったため、ゾンブレックスを求め各地を転々とする生活を強いられていた。そんな中チャックは、勝てば莫大な賞金を得ることができるという、ゾンビを使った悪趣味なテレビ番組「テラー・イズ・リアリティー（TiR）」への出場を決意、開催場所となるネバダ州の一大リゾート施設「フォーチュン・シティ」を訪れる。たった1人の家族となった娘のためにチャックは危険を顧みず第17回大会に参加、元全米モトクロスチャンピオンとしての実力を発揮し勝利、賞金を手に入れることに成功する。
チャックが無事に「TiR」から生還したのも束の間、フォーチュン・シティにもアウトブレイクが発生し、先ほどまで歓声に包まれていたシティ内は瞬く間にゾンビが生者を貪り食う地獄絵図と化す。チャックはケイティーを抱きかかえ、ゾンビの群れの中を掻い潜り、辛くもセーフハウス（避難所）に逃げ込む。しかし、手持ちのゾンブレックスはもう無く、3日後に来るという軍の救助を待っていてはケイティーはゾンビと化してしまう。そんな中、居合わせたステイシー・フォーサイズという女性からフォーチュン・シティ内にゾンブレックスが残っているという話を聞き、チャックはゾンビで溢れ返るモールへと飛び込む。運良くゾンブレックスを見つけ、セーフハウスへと戻ったチャックは予期せぬテレビニュースを目にする。何とアウトブレイクを引き起こした“テロ犯”としてチャックの名が報じられていたのだ。この報道を鵜呑みにしたセーフハウスの管理人であるレイモンド・サリバンは、チャックをケイティーもろとも追い出そうとするが、チャックは軍の救助が到着するまでの3日以内に真犯人を見つけ出す約束を取り付ける。チャックは、72時間という限られた時間内にアウトブレイクの真犯人を見つけ出し、身の潔白を証明することが出来るか? また、愛する娘・ケイティーのゾンビ化を防ぐことが出来るか? チャックの孤独な戦いが始まった。
チャックは例のニュースを報じたレポーターのレベッカ・チャンと出会う。チャックが犯人だという証拠映像は情報提供者に渡されたもので、それが誰かは守秘義務で明かせないと言うが、冤罪を訴えるチャックに興味を持ったレベッカはスクープ狙いで同行し、徐々に陰謀の匂いを感じ取ったことで協力するようになる。やがて謎の武装集団が大量の荷物を運び出したりカジノの金庫を荒らし始め、それを指揮していたのが「TiR」の司会者TKであった事から、チャックはTKこそが事件を起こした黒幕であると睨む。レベッカは情報提供者にチャックを引き合わせることを決めるが、情報提供者の正体は「TiR」のホステスでTKの側近である双子の姉妹・ツインズであった。チャックは襲い来るツインズを倒し、大金を手に街からの逃走を図ったTKをなんとか拘束することに成功する。軍も突入し、これで一件落着かと思いきや、地下から吹き出した謎のガスによってゾンビは凶暴化し、部隊は敢えなく壊滅してしまう。首謀者であるはずのTKも「指示に従っただけ」と宣うなど雲行きは怪しくなっていくが、それから程なくセーフハウスにもゾンビが侵入。チャックらの奮闘でなんとか追い返すものの、脱走を図ったTKが侵入したゾンビの1体に噛まれてしまう。
軍による空爆が決定した絶望的な状況の中、ガスの発生源に向かったチャックは、そこでゾンビ化寄生虫の「女王蜂」の収穫が行われている様子を目撃する。これらにゾンブレックスの製造会社であるフェノトランス社が関与している証拠品と携帯電話を手に入れたチャックはセーフハウスに戻る。しかし携帯電話で救助を呼ぼうとした途端、レベッカをサリバンが射殺する。サリバンこそが今回の事件の真犯人であり、その正体はフェノトランス社の工作員だった。サリバンはフェノトランス社の目的がこの街を「養蜂場」とし、ゾンブレックスの原料となる女王蜂を量産することであり、ラスベガスの事件も同様だったと豪語する。TKはただの雇われ人であり、報酬に不満を持って強盗を行っただけだった。激怒したチャックは死闘の末にサリバンを倒し、取り返した携帯電話で救助ヘリを要請する。
※この後の展開は後述のエンディングによって変わり、エンディングAなら『CASE:WEST』（正史）へ、エンディングSならOVERTIMEへ続く。

#### OVERTIME
生存者が迎えのヘリに乗り込んでいく中、ステイシーとケイティの姿が見えなかった。チャックは彼女らを探しに戻るがセーフハウスにはケイティのリュックのみが残されていた。監視カメラで2人の居場所を探すチャックの元にTKから連絡が入り、2人を捕らえている事と「延長戦」の開始を告げた。
TKに要求された品を全て集めたチャックは指示通りアリーナへと向かうが、TKに背後から襲われて気絶する。気が付くとゾンビ犇めく「TiR」のステージに逆さ吊りにされており、ケイティーもステイシーも吊るされていた。TKはチャックへの復讐のためにショーを演出し、観客がいるかのように司会に夢中になっていた。その隙に拘束を解いたチャックはケイティーとステイシーを助けようとするが、TKに気付かれ、最後の格闘戦を演じる。敗れたTKはステージへと落とされ、チャックはケイティーとステイシーを救出して街を後にするのだった。

#### CASE 0
これは、チャック・グリーンとその娘・ケイティーがフォーチュン・シティを訪れる3年前の話。「スティルクリーク」という砂漠にある小さな田舎町から始まる。ラスベガスで発生したアウトブレイクにより、ケイティーはゾンビ化した母親に噛まれ、ゾンビ感染してしまう。今のところゾンビ感染を完治させる薬は無く、それを食い止める唯一の手段と言えば、その効果が一部で議論の的になっているゾンビ抑制剤「ゾンブレックス」を定期的に投与し続けるほか無かった。同時に政府は感染者の隔離を推し進めており、チャックはそれから逃れるためにケイティーを連れ、隔離から逃れるため愛車を走らせていた。
途中立ち寄った、スティルクリークのガソリンスタンドで給油をするが、不注意により車を盗まれてしまう。車の中にあった大事なゾンブレックスまで持ち去られてしまい、チャックは自らのミスを悔やみ途方に暮れるが、それも束の間、どこからか現れた無数のゾンビがチャックを取り囲む。チャックはケイティーを連れ、何とか近くの整備所へと逃げ込んだ。チャックは感染者を隔離しようとスティルクリークに投入された軍隊を掻い潜りながら、ケイティーのゾンブレックスの効果が切れる12時間以内に街で薬を探し出さなければならなくなった。
町を駆け回った末、なんとかチャックは壊滅した軍のキャンプからゾンブレックスを発見し、壊れたバイクを有り合わせの材料で直した。しかしそこに整備所の主であるジェド・ライトが現れる。彼はアウトブレイクに乗じてゾンビ狩りを楽しんでおり、感染者であるケイティーも狩ろうとしたため、チャックは娘を守るべく戦う。結局、ジェドは廃車の下敷きになって死亡し、チャックはケイティーと共にバイクで軍の追跡を振り切って町を脱出する。途中、盗まれた車を発見するが、盗んだ張本人は運転席で息絶えていた。チャックは車内からジャケット、ケイティーのリュック、ゾンブレックス、写真といった大事な物を回収し、愛する娘を守り続けるべく再びバイクで走っていった。

#### CASE:WEST
ゾンビの群れの中に取り残され、絶体絶命の危機を迎えたチャックの前に突如、見覚えのある男が現れ、その命を救う。彼はウィラメッテの英雄フランク・ウエストであった。自身に賞金が掛けられていると聞かされたチャックは未だ容疑が晴れていないと自覚し、証拠を探そうとするも空爆まで時間がない。そのチャックにフランクはフェノトランス社研究施設への潜入を持ち掛ける。元々はレベッカと調べる予定だったが彼女は死んでしまった。チャックは無実の証拠を掴むため、フランクは真実を求めて、研究施設へと潜入する。
研究施設は警備員に守られていたが、ゾンビも溢れかえっていた。フランクへの情報提供者はその施設の研究員であり、フェノトランス社を叩き潰すべく協力しているのだという。調査を進めるうちにゾンブレックスの原料は未だ女王蜂であり、その採集のために今回のような大規模なアウトブレイクのみならず普段から囚人やホームレス、行方不明者が多数犠牲になっていた事実が判明し、加えて自分がそんな薬に頼ってきた事実にフランクは怒る。そして情報提供者の正体は、ゾンビ災害の元凶の1人であり、5年前にフランクと共にウィラメッテを脱出したイザベラ・キーズであった。彼女は刑務所送りの免除と引き換えにゾンビ化治療の研究を行い、あと少しで女王蜂も永続的なゾンブレックス投与も必要としない完璧な治療法が完成するはずだったが横取りされたという。そこに所長にして一連の事件の首謀者マリアン・マロンが現れ、ハルジット・シン率いる警備部隊を嗾ける。これをなんとか撃退したチャックとフランクだったがイザベラは連れ去られ、マリアンは既に治療法が完成しているが「人類は救済するに値しない」として公表するつもりは無いと宣い、研究所を自爆させる。
イザベラに託されたデータにより陰謀の証拠は手に入ったものの治療法の真偽は判らず終いであり、チャックは悔しさに苛まれる。フランクはゾンブレックスを怒りで投げ捨てていたことを思い出して慌てるが、チャックが回収しており、「世界にはフランク・ウエストが必要だ」と言ってゾンブレックスを渡す。

### オフ・ザ・レコード
ウィラメッテから脱出し、そこで起きた事件の真相を世界中に公表した戦場カメラマン、フランク・ウェストは、自らの本を出版したり、自身が司会する番組に出演するなど、英雄で著名人となった。しかし、あるきっかけでスキャンダルになり、彼が出演する番組が中止となり、更には破産するなど、社会的に追放され、育毛剤の営業などで細々と食いつなぐ落ち目のヒーローとなった。そこで彼は現役復帰するため、フォーチュン・シティで開催している「TiR」に出場する。
大会から無事生還し、賞金を手に入れたフランクだが、アリーナの倉庫で番組司会者のTKとCUREメンバーの男が裏取引をしている場面を目撃する。改めてその現状をカメラに収め、引き返そうとしたその後、フォーチュン・シティにアウトブレイクが発生し、先ほどまで歓声に包まれていたシティ内は瞬く間にゾンビが生者を貪り食う地獄絵図と化す。ゾンビの群れの中を掻い潜り、辛くもセーフハウスに逃げ込んだフランクは、感染者として管理人のサリバンに疑いの目を向けられ、ゾンブレックス確保の必要性に迫られる。そこでCURE支部長のステイシーの情報により、ゾンブレックスの回収と生存者の救出のために再びゾンビで溢れ返るモールへと飛び込む。だが、この「現場復帰」でフランクが狙うのは返り咲きのための新たなる特ダネでもあった。
ゾンブレックスを手に入れてセーフハウスへと戻ったフランクは予期せぬテレビニュースを目にする。何とアウトブレイクはCUREによって引き起こされたものと報じられていたのだ。ステイシーは嵌められたと訴え、フランクもTKと裏取引現場を目撃していた事から裏があると睨み、調査を開始する。例のニュースを報じたレベッカと合流し、真実を追って協力するようになるも、ニュースを見たサリバンはステイシーを軍に突き出すと言い出し、軍到着が真相究明のタイムリミットとなる。やがてTKと取引していたCUREの新人であるブランドンが女性を誘拐・暴行し、追ったフランクは彼が利用されてアウトブレイクを起こしたと知る。首謀者とされるTKを追ううちにTK一派にレベッカが誘拐されてしまい、フランクはツインズを倒してレベッカを救出。逃走を図ったTKもなんとか捕まえる。
軍が突入するが、ガスによって凶暴化したゾンビによって敢えなく壊滅。セーフハウスのゾンビ侵入を経て、フランクはガスの発生源を調べ、フェノトランス社の陰謀を知る。そして携帯電話で救助を呼ぼうとした途端、レベッカがステイシーによって撃たれ、取り押さえようとしたサリバンも射殺されてしまう。ステイシーは潔白などではなく本当に事件の首謀者であり、その正体はフェノトランス社のエージェントSであった。CUREをアウトブレイクの実行犯として利用したが、TK側による無用な証拠映像流出というアクシデントに見舞われ、彼らの始末を目論んでいたのだ。しかしフランクの活躍でその必要もなくなり、投下されたフェノトランス社の保安警察が堂々と女王蜂の「収穫」を始めるが、フランクは装置を破壊してそれを阻止する。ステイシーは機動兵器に乗ってフランクと激闘を繰り広げた末、機械の下敷きになって死亡した。その後、フランクは携帯電話で救援を呼ぶ。
生存者が迎えのヘリに乗り込んでいくが真相を究明する鍵であるTKの姿が無く、フランクはセーフハウスに戻る。しかしそこにはレベッカの社員証のみが残されていた。そしてTKから、レベッカを捕らえている事と「延長戦」の開始を告げられる。TKに要求された品を全て集めたフランクは指示通りアリーナへと向かうが、TKに背後から襲われて気絶し、気が付くとゾンビ犇めく「TiR」のステージに放り込まれていた。さしものフランクも多過ぎるゾンビの群れに窮地に陥るが、レベッカがTKの隙を突いてウィンチを動かしてワイヤーを下ろし、よじ登ったフランクはTKと対峙する。フランクに敗北したTKはゾンビの群れへと転落し、フランクは瀕死のレベッカを抱きかかえ、共に真実を報道するべくフォーチュンシティを後にするのだった。

## ゲーム内容
基本システム
前作同様、ゾンビの犇めく大型建造物を舞台として生存と真相究明を目指す。基本的なシステムは前作と同様で、フィールドに存在する物のほとんどが武器や回復アイテムとして使用可能。今作の「フォーチュンシティ」は前作のようなショッピングモールの他にカジノやホテルも存在する複合施設であり、前作以上に様々なアイテム、武器、コスチュームが用意されている。
マップの各所では前作のスクープキューにあたる「サイドケース」が発生し、これをこなす事で経験値に相当するPRESTIGE POINTS（PP）や報酬が得られる。サイドケースは生存者の救出やサイコパスとの戦いなど様々。ストーリーやサイドケースの情報は前作同様に通信機で知らされるが、今作ではメッセージ送りが可能になり、前作のようにどんな状況でも最後まで聞くという必要が無くなった。
主人公はカメラマンではないため、前作にあった写真撮影は廃止された（『CASE:WEST』『オフ・ザ・レコード』では復活した）。
時間経過
72時間後のタイムリミットまでを自由に過ごすのは前作と同様だが、今作ではメインストーリーであるCASEを一定まで進めるとタイムリミットから22時間延長され、ストーリーが続く。前作同様、CASEを全てクリアすると最終イベント「THE FACTS（真相）」が発生するが、今作ではラストボスとの対決があり、撃破した時点でエンディングとなる。条件を満たすとそこから更に延長戦である「OVERTIME」に突入する。また、72時間のタイムリミットもゲーム開始からではなく、最初のゾンブレックス投与（後述）を終えてからである。

### 新システム
コンボ武器（Combo Weapons）
赤い扉が目印の専用メンテナンスルームでは、2つのアイテムを組み合わせることによって、通常では手に入らない全く新しい武器を作り出せる。組み合わせが可能なアイテムは青いスパナのアイコンで表示されており、コンボ武器でゾンビを倒すと、通常の武器よりも高いPPを得られる。
組み合わせのレシピを知るには「コンボカード」を入手する必要があり、見つけ方としては、レベルアップ時にボーナスとして入手するほかに、フォーチュン・シティ内にある看板やポスターを調べる、生存者からお礼として貰う、サイコパスを倒す（サイコパス自身がコンボ武器を使用していることもある）といった方法がある。
また、コンボカード無しでも自らレシピを見つけることは可能だが、その際は「スクラッチカード」という扱いになり、PPの獲得ポイントもコンボ武器に比べて低い上に、攻撃ボタンの長押しによる「ヘビーアタック」が繰り出せない。前述の方法でコンボカードを改めて入手すれば、その場でスクラッチカードがコンボカードになり制限が解除される。
初期状態ではメンテナンスルームは鍵が掛っているので、サリバンに話し掛け鍵を貰う必要がある。
CO-OPプレイ
今作はネットワークを通じたマルチプレイにも対応。本編では2人で協力しながらストーリーを追うことも可能になった。
プレイヤーは「ホスト」と「クライアント」に分類され、ホスト側の参加方法は、Xbox LIVEの「フレンド」機能を利用し、自身が本編をプレイ中にフレンドに呼び掛け、応答を待つ方法と、同じく本編をプレイ中に他のプレイヤー（フレンド以外でも可）の参加要請を受け、それに返答する形になる。一方のクライアント側は、タイトル画面のメニューから「CO-OPプレイ」を選択し、他のプレイヤーに途中参加する方法がある。なお、同時プレイをした際には、どちらか一方が獲得したお金やPPももう一方にも加算されるようになっているが、後者の方法でプレイをした場合には、進行状況をセーブできない。
金銭の概念
今作から金銭の概念が導入され、物品の購入やカジノでの遊技、一部アトラクションの利用が可能になった。単位は$。エリア内のあちこちに落ちているほか、一部のサイドケースを遂行することやスロットマシンで勝つこと、さらにはATMやスロットマシン、レジスターを壊すことで得られる。
ゾンブレックス
ゾンビ化抑制薬。感染者であるケイティーの生命維持の為に、探し出して定期的（AM7:00～AM8:00の間）に投与せねばならない。投与が間に合わなかった場合はそこでCASEは失敗する。即ちストーリーの進行は不可能となる。投与はチャック自身で行わなければならず、この時間にはセーフハウスへの帰還を余儀なくされる。ゲームをクリアするためには最低でもケイティーに与える4本、OVERTIMEに進むためにはさらにTKに与える1本の計5本が必要。また、ジャレドを救出するならさらに救出時の1本、後のサイドケースのための1本、計2本が追加で必要になる。『CASE:0』ではゲーム時間が12時間しかないためクリアに必要なゾンブレックスは1本だけ、シャロンを救出するためには1本が追加で必要となる。OVERTIMEおよび『CASE:WEST』では時間的に必要ない。
『オフ・ザ・レコード』では主人公であるフランク自身に必要であるため、投与はどこでも可能な反面、間に合わなかった場合は即ゲームオーバーとなる。配置場所は『2』とは全く変わっている。
カメラ撮影
『CASE:WEST』『オフ・ザ・レコード』のみ、前作御馴染みのカメラ撮影機能が再登場した。ゾンビや生存者、サイコパスや周囲の状況を撮影する事で、PPが増えるようになる。高得点は『Special』で、これらは黄色いカメラのアイコンが表示されている特定の人物や物体などから入手出来る。他にも「Drama」「Horror」「Erotic」「Outtake」などの評価を入手出来る。『オフ・ザ・レコード』では新たにフランク自身がゾンビと組んだ記念撮影のような写真が取れるようになり、これも「Outtake」としてPP獲得となる。
サンドボックスモード
『オフ・ザ・レコード』から導入された新たなゲームモード。本編のケースファイルやサイドケースといったイベントが一切存在せず、ゾンブレックスの投与の必要がないほか、あらゆる時間制限がないためフォーチュンシティ内を無制限に行動することが可能。各所には条件を満たすことで挑戦できる「チャレンジ」が配置されており、達成するとスコアに応じて報酬とPPを獲得できる。なお、市内には本編におけるサイコパスのほかにサバイバーが敵として登場する。3日間をループしているため、倒したのサイコパスやサバイバーも3日後には復活する。このモードではマップを切り替えない限りゾンビは復活せず、マップ内のゾンビを一時的に全滅させることも可能である。また、ストーリーモードとはプレイヤーのレベルと所持金を共有しており、サンドボックスモードでステータスを高めてからストーリーモードを高ステータスでプレイすることも可能である。

### TERROR IS REALITY
作中にも登場する超人気番組『テラー・イズ・リアリティー』を独立して遊べるモード。オンライン専用で、4人での対戦が原則となっている（スタート時のみ）。全9競技あり、そのうち最終競技は「スライシクルズ」で固定され、その他の3競技はランダムで選ばれる。4競技を通しての合計ポイントがそのままプレイヤーの賞金となり、獲得ポイント、即ち賞金を最も稼いだプレイヤーが総合1位となる。なお、競技で獲得した賞金は、ゲーム本編に加算され、使うことができる。

#### 第1競技
ラムスターボール（RamsterBall）
鉄網で作られた巨大な球体の中に入り、ピンボールの要領でバンパーに接触させ、ポイントを稼ぐ競技。
ただし、バンパーに接触しただけでは自身のポイントにはならず、ポイントを得るには権利を持つ必要がある。まず、スタート時の抽選で最初に権利を持つプレイヤーを決め、競技スタート後はその権利を持ったプレイヤーに激突すれば、接触したプレイヤーに権利が移る仕組みとなっている。また、権利保有時にフィールド内のゾンビを轢くことによりポイントを貯められ、その状態でバンパーに接触すれば、より多くのポイントが加算される。
ゾンボーニ（Zomboni）
特殊なタンクを搭載したマシンに乗り、フィールド上のゾンビを轢き殺しながらその血液をタンクに溜め込んだ後、血液を四方に設置されたオブジェの口内に注ぎ入れ、その量を競う。
血液を注ぎ込むには、ゾンビのオブジェの口が開いている状態でなければならない。

#### 第2競技
ボールバスター（BallBuster）
バズーカ状の武器を使い、開閉されるドアの奥にいるゾンビを高台から狙い撃つ競技。
発射されるボールの速度は遅く、連射もできない。ゾンビを続けて撃つとポイントが倍になっていく。また、風船を付けたゾンビを撃つと、数秒間得られるポイントが増える「ジャックポット」やボールの乱れ撃ち、他のプレイヤーを一定時間行動不能にさせられるボーナスが発動する。逆に自分が行動不能になった場合は、X、Y、A、B（□、△、×、○）いずれかのボタンを定められた通りに4回押して解除する必要がある。
バウンティ・ハンター（Bounty Hunter）
ライフルを使い、フロアに放たれたゾンビを高台から狙撃する競技。
ボールバスター同様、ゾンビを続けて撃つとポイントが倍になっていく。また、仕留め損ねたゾンビ達は中央にある建物に集まって行き、一定数建物内に溜まると「ジャックポット」が発動、建物の上にあるディスクが回転を始める。そのディスクを撃ったプレイヤーはボーナスを獲得し、数秒間得られるポイントが増えたり、壁を作動させて相手プレイヤーの狙撃を妨害できる。
パウンズ・オブ・フレッシュ（Pounds Of Flesh）
本編に登場する武器の1つである「ムースの角」を頭に被り、ゾンビを弾き飛ばして秤に載せる競技。
ゾンビの重さによってポイントが決まり、女性のゾンビは軽いので高く、より遠くへ飛ばせるが、ポイントは低い。逆に太ったゾンビは重いために飛距離が少ない分、高得点となる。
ゾンビの数が少なくなった時は、手前にある赤いボタンを押すとゾンビが補充される。
重さがそのまま得点となるため、唯一端数が得点になる可能性がある競技である（他の競技は10点刻み）

#### 第3競技
ヘッドエイク（HeadAche）
フィールドに放たれたゾンビにバケツ状のマスクを被せ、スイッチを押し爆発させる競技。
マスクを被せたゾンビが多いほどポイントが多く加算され、スイッチを押した際に高得点が得られる。また、ダイナマイトを爆発させることにより、他のプレイヤーが被せたマスクを吹っ飛ばして妨害もできる。
マスター・シャフター（Master Shafter）
上空から降ってくるゾンビを槍で串刺しにする競技。
まず、ゾンビの落下地点にサークルが表示され、そこでボタンを押すと槍を構えた状態となる。その状態で他のプレイヤーもボタンを押すと、X、Y、A、B（□、△、×、○）いずれかのボタンを正確に素早く入力し主導権を争う「バトル」が発動する。そのバトルで競り勝ったプレイヤーのみがポイントを獲得できる。また、バトルに参加したプレイヤーが多いほど、競り勝ったプレイヤーには高得点が加算される。
スタンドアップ・ゾメディ（Stand Up Zomedy）
フロア内に用意された3種類の「面白グッズ」をゾンビに装着し、仮装させる競技。
面白グッズには「馬の頭」「花」「ドレス」があり、グッズ1つあたりのポイントは低いが、1体のゾンビにそれら全てを装着できれば高得点を得られる。また、他のプレイヤーの妨害も可能で、相手がグッズを装着させた状態で自身のグッズ(種類の違うもの)を装着させれば妨害ポイントも加算される。

#### 最終競技
スライシクルズ（Slicecycles）
オフロード向けオートバイの左右にチェーンソーを括り付け、どれだけゾンビを切り刻めるかを争う競技。
スタート時に、それまでの3競技の合計ポイントが少なかったプレイヤーにはペナルティが設けられ、遅いスタートとなってしまう。開始30秒を過ぎると、風船を付けたゾンビが投入され、それに接触すれば500ポイントの高得点を得られる。なお、他の競技と比べて獲得ポイントが高く、それまで最下位でもプレイ次第では十分逆転が可能になっている。
本編の序盤でチャックが参加した際は、他の競技を飛ばしていきなりこの競技を行うこととなる。

## 用語
ゾンブレックス（Zombrex）
ゾンビ感染した人の感染進行を抑制するために開発された新薬。前作でイザベラがゾンビ感染していたフランクのために作成した抑制剤が元になっており、『CASE:0』即ち3年前の時点では治験段階だったために抑制効果は12時間だったが、本編時点では研究が進んでいるために抑制効果が24時間に延びている。しかし高価であることから買える人間は限られており、買えたとしても毎日投与しなければならないためその費用は膨大になる。また、軽くはない副作用もある。原料はゾンビ化寄生虫の女王蜂であり、精製にはゾンビが必要という本末転倒な実情となっている。公式な発表では、女王蜂無しでも化学的な合成が可能になったとされているが、実態は下記のような「養蜂場」で女王蜂の生産が行われている。
テラー・イズ・リアリティー（TERROR IS REALITY）
フォーチュン・シティのアリーナで開催され、その模様は全米にも放送されている"TK"ことタイロン・キングが司会者兼プロデューサーを務める超人気番組。全9競技で構成され、ゾンビを相手に出場者を競わせ、勝ち残った者は一夜にして富と名声を手にできる。
『オフ・ザ・レコード』では内側も外側もゾンビだらけのリングで生き残りつつ、ゾンビを殺してポイントを稼ぐ競技のみとなっている。
CURE（キュア）
ウィラメッテでのゾンビアウトブレイク以降に結成されたブランドンが所属していてステイシーが支部長を務める市民団体。当初はアウトブレイクで家族を失った人々の心の拠り所だったらしく、チャックも妻を亡くした直後に一度だけ会合に参加しているが、次第にゾンビの人権を主張するようになり、『テラー・イズ・リアリティー』が開始すると同番組でのゾンビに対する“人権蹂躙”を阻止するために抗議行動を活発化し、中にはブランドンのように過激な思想を持つ者も現れ始めたため、そうした経緯から全米各地で度々発生しているアウトブレイクの犯人として疑われている。フォーチュンシティを訪れたメンバーのうちステイシーとブランドン以外は自分達が守ろうとしていたゾンビに襲われ、「ゾンビに人権を求めるプラカードを掲げたゾンビ」と化すという皮肉な末路を辿った。
セーフハウス（Safehouse）
ゾンビアウトブレイクがアメリカ各地で発生するようになったために政府によって設置されたいわゆる避難所。大勢を収容できる居住区の他に医療設備や食堂なども完備されている。しかし作中のセーフハウスにゾンブレックスの備蓄は無く、感染者は立ち入りを拒まれる。冒頭で正面の扉を閉鎖してしまったため、主人公を含む生存者はダクトを通らなければ出入りできなくなっている。
質屋（Pawnshop）
フォーチュン・シティ内に徘徊する盗人らが空き店舗を接収し、営業している店屋。売っているものは主にシティー内から盗んできたもので、大半が高額であるために「ゾンブレックス」を始めとした通常では手に入りにくいアイテムやコンボ武器などがあるが、特に高額なのはシティ内にいくつか置かれている車やバイクのキーで、購入には50万から200万$を必要とする。また、ゾンビが入って来られないようにカウンター奥を鉄格子で覆っており、商品を渡す際には天井にあるダクトから下に落とすようにしている。質屋の店員にも固有の名前が付けられている。『CASE:0』では盗人は登場しないが質屋のディックが同様の形で店を構えている。
フェノトランス社（Phenotrans）
ゾンブレックスを製造している製薬会社。私設部隊を有しており、フォーチュンシティでの混乱の最中に傭兵らがTKと共謀してゾンビからゾンブレックスの原料を採取していることが確認できる。ゾンブレックスを製造するようになって以降は急激に業績を伸ばしているが、後にそれは裏でゾンビアウトブレイクを発生させて感染者を増やし、その感染者がゾンブレックスを欲するように仕向けていたこと（つまりは裏で不正を行っていたこと）が判明する。しかし黒幕が語る真相では、その目的は感染者ではなくゾンブレックスの原料となる女王蜂を増やすことであり、ラスベガスもフォーチュンシティもその養蜂場とするべくアウトブレイクが起こされた。巨大企業とは言え、一企業が行うにはあまりに大掛かりな計画だが、寄生虫のキャリアには政治家や資産家といった権力者もおり、このような計画が実行できてしまうという。また、『CASE:WEST』では実は既に完全な治療法も完成しているが、公表せずに敢えて不完全なゾンブレックスによる一時凌ぎを強いていると語られる。

## 登場人物
ここで書かれているキャラクターの末路は全てのCASE FILEを埋める、またはOVER TIMEを終える、サブストーリーを最後まで終了させると発生する末路である。一部のキャラクターは『2』と『オフ・ザ・レコード』で設定や末路が異なる。

### 主要キャラクター
チャック・グリーン (Chuck Greene)
声 - ピーター・フレミング
本作の主人公で、黄色いライダーズジャケットを愛用するモトクロスの元チャンピオンであるレーサー。
ラスベガスのアウトブレイクで妻パム(Pam)を失って以来は娘のケイティーを男手一つで育ててきたために常にケイティーのことを気遣うと共に大切に想ってケイティーに対して常に優しく接する。他の生存者の救助にも懸命に取り組むなどの心優しさと正義感を併せ持ち、非常識な生存者に振り回されても見捨てず説得・エスコートを率先して行う面倒見の良さも持つ。一方で過酷な環境を生き抜いてきたためかドライな面もあり、サイコパスが惨たらしい最期を迎えても顔色一つ変えずに皮肉を吐くなど、狂ってしまった彼らに同情的な態度を見せることはほとんど無い。前作の主人公であるフランクほどではないが多数のプロレス技を使いこなすなど腕っ節が強く、また独特の発想力を生かして数多くのコンボ武器を作り出して戦う。
本作の3年前に発生したアウトブレイクによりゾンビ感染した娘であるケイティのゾンビ化を抑制する薬「ゾンブレックス」の購入資金を稼ぐために『テラー・イズ・リアリティー』に身を投じるが、何者かによってフォーチュン・シティにおけるアウトブレイクの犯人に仕立てられてしまい、自らの無実を証明するために真犯人を追う。
続編の『3』で終盤に登場し、『4』では古い新聞と創作の小説に名前のみ登場する。
フランク・ウエスト (Frank West)
声 - T.J.ロトロ
前作の主人公。ウィラメッテショッピングモールでの全米を揺るがす一大スキャンダルをスクープした事で知られるフリーランスフォトジャーナリスト。41歳。
前作でゾンブレックスの試作型を投与されてからゾンビ化を抑えるために定期的に薬の投与は欠かさない。チャックが窮地に陥っていたところを助けるも彼自身もまたチャックをアウトブレイクの犯人であると疑う。その後、協力して取材をするはずだったレベッカが殺されたことを伝えられ、フェノトランス社の暗部を探るためにチャックに協力を要請する。
『オフ・ザ・レコード』では主人公として登場し、ウィラメッテから脱出して真相を世界中に公表した後に著名人となるが、スキャンダルにより落ち目のヒーローとなって社会的に追放されてしまい、現役復帰するためにTiRに出場し、そこで起きた事件の真相を暴くために再び活躍する。
ケイティー・アン・グリーン (Katey Ann Greene)
声 ‐ アリソン・アームストロング
チャックの愛娘。後ろで一つに纏めた金髪に碧眼の7歳。ヘッドホンをしていて服装がカラフル。
まだ幼く無邪気で、非常時にも関わらずに鼻歌を歌ったり、メガマンのゲームで遊んでいたり、ぬいぐるみやおもちゃをあげると手を叩いて喜ぶ（PPも獲得する）。しかし自身の為に父が苦労を重ねていることに負い目を感じており、幼いながらも心配を掛けないように振る舞ったりチャックを気遣う様子も見せる。
3年前にラスベガスでのアウトブレイクでゾンビ化した母親に襲われ、ゾンブレックスを定期的に投与しなければならない体となってしまい、今も左腕にはゾンビの噛み跡が残っている。
前述した通りにゾンブレックスを定期的に投与せねばならず、投与が間に合わなかった場合にはゾンビと化してしまう。また、ゾンビ化した際の専用デモがあり、「KATEY IS UNDEAD」(北米版では「KATEY HAS TURNED」)というテロップが表示され、ゾンビ化した時のデモは複数あり様々であるが、エンディングによる分岐などでゾンビ化してしまう場合もある。
『オフ・ザ・レコード』では既に死亡しているため、彼女自身に見立てた人形をチャックが背負っている（『オフ・ザ・レコード』で追加されたサイコのチャック・グリーンを参照）。『3』ではミドルネーム「Annie (Ann)」を名乗り成長した姿で登場、『4』では古い新聞と創作の小説に名前のみ登場する。
ステイシー・フォーサイス(Stacy Forsythe)
声 - ロビン・ロス
ゾンビの人権を主張する団体『CURE』の女性支部長。髪型はポニーテールであり、地味な恰好ながらヘソ出しルックを着た25歳。
常に笑顔を絶やさない人物だが、実は彼女自身もゾンビ感染で妹を亡くしている。
チャック親子が逃げ込んだ先のセーフハウスで出会い、ゾンブレックスの情報をもたらしてくれるなどの友好的に接する。前作のオティスのようにセキュリティールームでモニターの監視を行いつつも無線機を使ってチャックをサポートする。
『オフ・ザ・レコード』ではブルートゥースでフランクをサポートするが、フランクの代わりにCUREの新人がアウトブレイク実行犯と報道されたためにテロの片棒を担いでいる疑惑がかかる。実は黒幕であるフェノトランス社のエージェント・Agent S/エージェントSであり、片棒どころか事件を仕組んだ張本人であった。ポニーテールは実はカツラで本来は短髪であり、顔つきもそもそも『2』から変わっていたりと別人のようなラストボスとなる。フランクに隊員を全員倒された上に女王蜂を回収する機械も全て破壊され、アトラクションに偽装していた巨大アーム×2、可動式操縦席、ミサイルポッド、火炎放射器を装備した殺人メカに乗り込み対峙することになる。
最後はフランクに蹴り落されかけるもフランクを巻き込んで落下、フランクを肉弾戦で圧倒して仕事完了の無線連絡をしているときに自分の乗っていたメカが頭上から落下、押しつぶされて死亡する（フランクはとっさに回避した）。
『3』では脱出後にチャックと連絡を取り合っていたが、チャック曰くある事情があり、ケイティはこれに不満を持っている。『4』では新聞や彼女が出版した本のレビューに名前のみ登場する。
TK/タイロン・キング (Tyrone King)
声 - ダーレン・ハーバート
通称"TK"。サングラスをかけた巨漢の黒人。35歳。「大きく賭けて勝て（ありったけ全部ぶち込んで賭けろ）」が口癖。
超人気テレビ番組『テラー・イズ・リアリティー（TiR）』の司会者兼プロデューサー。その軽妙な話術で観客達を魅了しており、その素性は謎に包まれている。また、裏では音楽レコード会社を経営している。しかしCUREの抗議もあってか番組は下火気味で、作中では落ち目とも言われている。
フェイク映像を用いてチャックを罠に嵌めた張本人であり、当初はアウトブレイクの黒幕とも思われていたが、実際は真の黒幕の指示で様々な工作を行ったパシリであった。黒幕から十分な報酬を受け取っているが、持ち前の強欲さを発揮し、アウトブレイクの混乱に乗じて密かにフォーチュン・シティ内のカジノの金庫を襲撃した。その強奪した金を手にヘリで逃亡しようとしたが、チャックに阻止されてセーフハウスで拘束される。その後、セーフハウスのゲートが破られた際に隙を突いて脱出しようとしたところをゾンビに噛まれて感染者となってしまうが、元来の抵抗力により進行が食い止められていたためにすぐにはゾンビ化しなかった。
最後はチャックが生存者らを脱出させようとした直後にゾンビ化、エレベーターの中でチャックに襲い掛かるも突如として現れたフランクに頭を殴られ倒されることになった。
OVERTIMEがトゥルーエンドとなる『オフ・ザ・レコード』では真のラストボスとなる。『2』同様にこちらでも黒幕に雇われているが、ブランドンを言葉巧みに騙してゾンビの檻を爆破するように誘導し、間接的にアウトブレイクを起こした。その後、証拠映像を流すという黒幕も意図しなかった独断に走り、始末を目論んだ黒幕が動こうとしたものの、その前にフランクによって拘束される。セーフハウスで噛まれた後は証人とするべくフランクにゾンブレックスを投与されるが、彼を小馬鹿にし続ける。脱出する局面になるとフランクへの復讐を目論んでレベッカを拉致し、フランクに様々なアイテムを要求し、ステージへと誘導する。『2』とは持って来させる品物が一部変っている上、回収する度に、必要としている理由を説明する。最終的には要求物を持ってきたフランクを気絶させ所持アイテムも全部取り上げ処刑しようとするも、フランクが体勢を立て直すため戦うことになる。
最後はフランクに足場から突き落とされ、ゾンビが犇めくステージに転落したがその後の生死は明確に描かれていない。
『4』では創作の小説に名前のみ登場する。
レベッカ・チャン (Rebecca Chang)
声 - ベニータ・ハ
テレビ局『チャンネル6』のアジア系レポーター。28歳。スタイルが良く露出度が高い服を身に着けている。
ジャーナリスト故に好奇心旺盛で、ハンドガンのみでゾンビの群れを突破し、セーフハウスに辿り着くなどのパワフル。「ルールよりも取材を優先」という信条を掲げ、スクープの為なら手段を選ばず危険も顧みないが、度々無謀な行動で窮地に陥っている。
取材でフォーチュン・シティを訪れていたところでアウトブレイクに巻き込まれるが、「情報提供者」から映像を受け取ったことでチャックがアウトブレイクを引き起こしたと報じた。その後、チャックに無実を主張され、当初は信じなかったものの事件には裏があると睨み、真相究明とスクープ目当てで彼と行動を共にする。その度に幾度となく窮地を救ってくれたチャックを次第に信じ、協力するようになるもチャックが事件の証拠を掴んだ矢先にサリバンに射殺されてしまう。フランクと共にフェノトランス社の施設を調査する予定だったらしい。
『オフ・ザ・レコード』では落ち目になる前のフランクに憧れていたと語り、『2』では適わなかったフランクとの協力が描かれる。ステイシーに撃たれながらも死亡には至っておらず、重傷を負ったままTKに拉致される。
サンドボックスモードでは他の生存者同様に敵として登場。LMGで武装しており、体力も他の生存者より圧倒的に高い強敵となっている。
レイモンド(レイ)・サリバン（Raymond "Ray" Sullivan)
声 - フィル・ヘイズ
灰色の頭髪と髭の壮年男性。52歳。年齢を感じさせない屈強な体を持つ。頭が堅く厳格で気難しい性格。
身を呈して生存者を避難所の中へ誘導しつつ、ゾンビ感染者が中に入らないように目を光らせている。ケイティが感染者だと知った途端に追い出そうとするもチャックの必死の説得を受けて3日間の猶予を与える。その後、ケイティの件もあってチャックを快く思っていないが、生存者の救出に奔走するチャックの力になればとメンテナンスルームの鍵を彼に託す。しかし、チャック達が事件の真相に迫るようになると何かと理由を付けては彼らをセーフハウスに留まらせようとし、ゲートが破られた際も姿をくらましたりと不可解な行動が目立つようになる。
正体は今回の事件を引き起こした本編（正史）のラストボス。フェノトランス社の工作員でフォーチュン・シティにあるセーフハウスの管理人として潜入し裏工作をしていた。戦いでは拳銃やフレアだけでなく肉弾戦でディザーム効果のある技も使用する。ゾンビが群がる高台で丸腰でのタイマンを強いられるうえアクション中は無敵であり、更にアッパーがバグで高威力になることもある。しかし、ひたすらドロップキックを連打すればほぼノーダメージで倒せる。最期はフルトン回収システムで離脱しようとしたところ、チャックによって足場と繋がっている命綱に繋がれ、自分を回収しに来た仲間の航空機により上半身を切断されて死亡する。
『オフ・ザ・レコード』では『2』と違って気難しいながらも真面目で誠実な管理人であり、ブランドンがアウトブレイクを起こしたためにステイシーをテロリスト扱いして追い出そうとし、度々フランクと対立するが、彼の見立ては正しかったことになる。最終的には本性を現わしたステイシーに撃たれて致命傷を負い、手当てをしようとしたフランクに彼女を追うように伝えて息を引き取った。

### その他の生存者
前作と同様、各地で登場する要救助者。
前作に比べ生存者のAIや能力が強化されている上、持たせられる武器も増加したため、エスコートが楽になった（『オフ・ザ・レコード』ではHPが弱体化された）。要救助者を発見して同行させると「JOIN BONUS」としてPPを獲得でき、無事にセーフハウスまで送り届けると「ESCORT COMPLETE BONUS」として同行時の2倍のPPが手に入る。主人公の攻撃が一定回数以上当たると離反し、主人公を敵と見做して攻撃する敵と化し、エスコート不可になる（倒すしかなくなる）ので注意が必要である。
以下の生存者はセーフハウスへ連れて帰る（一部はゲーム開始時から避難している）ことが可能な生存者。但し、一部のサイドケースを解決しなかった場合はセーフハウスから離脱して二度と戻ってこないキャラもいる。
アニム・ホワイト (Anim White)
TIRの参加者の男性。33歳。ユニフォームは青色。過去にアウトブレイクで家族を失っている。
アウトブレイクが発生した際は自力でセーフハウスに逃げ込み、ゲートが破られた際はパイプでゾンビと戦っていた。
クリストファー（クリス）・ブックミラー (kristopher "Kris" Bookmiller）
アニムと同じくTIRの参加者。36歳。ユニフォームは赤色であるが腰タオル姿の方が印象に残る人物。
チャックにグリーンルームの場所（『オフ・ザ・レコード』では出口）を教えたが、後にアウトブレイクが発生した際は腰タオルでセーフハウスに逃げ込み、ゲートが破られた際はデッキブラシでゾンビと戦っていた。
スカイラー・アリー (Skylar Ali)
セーフハウスに避難した旅人。26歳。彼女を助けられなかったことを嘆いている。
アリーナ前で彼女がゾンビに捕まり、彼女を見捨ててセーフハウスに逃げ込んだ。セーフハウスのゲートが破られた際はバットでゾンビと戦っていた。一部のエンディングではヘリに乗り込む生存者としてタマラと共に登場している。
『オフ・ザ・レコード』ではフランクが冒頭のアリーナ脱出シーンでやられた場合はフランクに肩を貸しつつ、セーフハウスまで連れて行く。また、ムービーでの矛盾を避けるためかセーフハウスでの戦闘時は登場しなくなった。
タマラ・スタイン (Tamara Stein)
セーフハウスに避難したショートヘアの女性。32歳。
避難した際に携帯電話で電波を探していたが、繋がらないことに困惑していた。セーフハウスのゲートが破られた際はブラシでゾンビと戦っており、一部エンディングでもスカイラーと共に最後にヘリに乗り込む生存者として登場している。
『オフ・ザ・レコード』ではスカイラーと同様、セーフハウスでの戦闘時は登場しなくなった。
ウェイド・コープウッド (Wade Coopwood)
セーフハウスに避難した男性。32歳。TiRのシャツを着ている。
アリーナ前にてハンドガンでゾンビに応戦しつつ、他の生存者にセーフハウスへの避難を促す。その後、セーフハウスのゲートが破られた際は角材でゾンビと戦っていた。
カービー・ウィルキンソン（Kirby Wilkinson）、クリスタル・ケネディ（Chrystal Kennedy）、ルル・バーラ（Lulu Barra）
セーフハウスに避難した生存者達。カービィは25歳の男性、クリスタルは22歳の女性、ルルはバニーガールの格好をした21歳の女性でいずれもデモムービーには登場しない。
カービィはセーフハウスのゲートが破られた際は鉄パイプでゾンビと戦っていた。クリスタルはセーフハウスに避難した際のムービーで登場しセーフハウスのゲートが破られた際は消防斧でゾンビと戦っていた。ルルはムービーには登場せず、死亡する事もない。
『オフ・ザ・レコード』ではルルの外見が『2』に登場していたブリトニーと入れ替わっている。
デニス・キャロウェイ（Denyce Calloway）
Roy's Martにいた女性薬剤師。21歳。少し老け顔である。
サイドケースを通知順にクリアしていった場合、ストーリー上最初に出会うことになるサバイバー。店に侵入してきた盗人達に襲われていたが、ゾンブレックスを探しに来たチャックに助けられて同行する。なお、午後8時以降に到着した場合はロイのマートでデニスは1人であり、彼女は来てくれたことに感謝し、略奪者たちはすでに立ち去ったことが聞ける。
『オフ・ザ・レコード』では「彼女にボイキン軍曹を攻撃させる」という、難度の高い実績が用意されている。前述のとおり最初に登場するサバイバーであるため、セーフハウスに送り届けずに長い時間エスコートし続ける必要がある。
レニー・ムニー（Lenny Mooney）
少し喋り方が変な男。35歳。スロットが得意である。チャーリーという名の裕福な兄がいる模様。
ユカタンカジノの控え室に隠れており「おおきいねこ（スノーフレイク）」を恐れており、スノーフレイクを手なずけるか、殺害しなければエスコートできないが、スノーフレイクを何とかしたチャックを信用してお礼にユカタンカジノの電源を復旧し、そのままセーフハウスまで同行する。セーフハウスでは「俺は運転が上手い」と話している。また、救出しておくと後に助けてくれたお礼にとチャックにユカタンカジノにある金庫のカードキーを渡し、中のお金を譲渡する。
ゴードン・ドーキンズ（Gordon Dawkins）、ラシャンドラ・ドーキンズ（LaShawndra Dawkins）
妻の尻に敷かれている誠実な男性・ゴードン(34歳)と夫を尻に敷いている強気な女性・ラシャンドラ(30歳)の黒人夫婦。
ゴードンは妻を見捨ててCasual Galsに逃げ込んでいるために泣いており、ラシャンドラは鉄パイプを持っている。また、ゴードンを「ダメ亭主」と呼んで怒鳴りつつもThe Drak Beanで夫を探していたが、後にチャックの助けにより無事再会し、そのまま同行した（再会時にゴードンはラシャンドラに一発殴られている）。
ラシャンドラによれば夫のゴードンは「情けない男だけど、そこがカワイイ」とのことである。
チャド・エルカート（Chad Elchart）、ドリス・エルカート（Doris Elchart）
隠居生活を送ろうとしていた老人のチャド(60歳)と血気盛んで好戦的な若い女性・ドリス(28歳)のかなりの歳の差夫婦。
アリーナから逃げる際にはぐれてしまい、チャドはショットガンを手にプラチナストリップの質屋周辺、ドリスはハンドガンと爆竹を手にアリーナ前の売店の上でゾンビに応戦していたが、後にチャックの救援で無事再会し、夫婦揃って同行する。
また、過去にアウトブレイクに巻き込まれたことがあるらしく、チャドはドリスをトラブルメーカー扱いしているが、ドリスは「前は大量のゾンビを殺してやったのよ。今回はまだ物足りないわね」と語っており好戦的な面を見せている。
『オフ・ザ・レコード』ではチャドのいる場所がHot Excitoramaの周辺になっている。また、チャドはフランクが営業している育毛剤の使用者であることが判明する。ドリスはサンドボックスモードでは、前述のような気性を表現するようにLMGで武装した強敵として現れる。
エスター・アルウィン（Esther Alwin）
Children's Castleで孫へのプレゼントを探している細身のお婆さん。98歳。外反母趾のせいであまり速く動けない。
耳が遠いのかボケているのかアウトブレイクに全く気付いておらず、チャックを店員と勘違いして話しかけており、現状を説明しても自分をからかっているとしか思っていない。最終的にチャックが折れて店員のふりをしてセーフハウスへと誘導した。しかし、「で、おもちゃはどこにあるのかしら?」と言いふらすほど、結局セーフハウスまで避難しても場の状況が理解できていなかった。
『オフ・ザ・レコード』では4日目に発見されることになるが、その他は『2』と同じである。
なお、上記のように最後まで状況を理解しないのは日本語版での話であり、英語版では最後には状況を理解し同行する（ただし、チャックに『なぜ早く言わなかったのか』と自分が話を聞かなかったことを棚上げした文句を言う）。
ケネス・ウォルシュ（Kenneth Walsh）
ジャックの義理の父親である白髪に白髭の老人。67歳。黄緑に黄色のチェック柄の目立つ服を着ている。カズミナという娘がいる。
アウトブレイクでShank'sに避難するがゾンビに襲われ、この機会にジャックと力を合わせようと思っていたが、店の奥で怯えているだけの不甲斐ないジャックに苛立ちを見せつつボウイナイフ一本でゾンビと戦っている。その後、チャックに説得されたジャックと共に同行する（ジャックがおかしなヘルメットを被っていることを気にいっておらず、ジャックを「ヘルメットのアホ」と呼んでいる）。
ジャック・エリス（Jack Ellis）
ケネスの義理の息子。26歳。ぽっちゃり系で臆病な性格。ケネスの娘・カズミナと結婚している。
Shank'sに避難するもゾンビに襲われ、隅にうずくまり怯えていた。ケネスになかなか認めてもらえずに苦労しているようで、ケネスに認めてもらえないことをチャックに相談しようとするが、「今はそんな悩みを聞いてる暇はない」と言われて渋々同行した。
なお、ジャックは魔界村シリーズの主人公・アーサーの兜を被っている（この兜はのちに発生するサイドケースの脱衣ポーカーで、彼を裸にすれば回収でき、コスチュームの一つに加わる）。
『オフ・ザ・レコード』では被っている兜が、ロックマンシリーズに登場するブルースのヘルメットに変わっている。
ステュアート・ホームズ（Stuart Holmes）
ふくよか体型でスーツ姿の28歳の男性。元々はカジノで働いていたが、待遇に不満を持っていた。
アメリカーナカジノでバリケードを作り、「退職金の回収」と言いつつもチップ回収用の棒でスロットマシンを破壊している。助けに来たチャックを邪魔者扱いして襲い掛かるが、彼に攻撃されたことで落ち着きを取り戻す。その後、「こんなことをしても虚しいだけだろう」とチャックに言われて同行した。また、救出すると後に「ステュアートの企て」が発生しチャックをアウトブレイクの真犯人だと信じ込み、他の生存者によからぬ噂を流すもチャックに説得されたことで反省するが、放置すると他の生存者(ブリトニー・テリー・ウィラ・クリスティン・エスター・デニース・エルロッド・シンダ)を連れてセーフハウスから出て行ってしまい戻ってこなくなり、バンカーを出たとき、通気口の外側のエリアでベースボールバットを振り回すステュアートに襲われる事になる。
『オフ・ザ・レコード』ではサイドケースが削除されたためにノートブックからも消されたが、本編のムービーで度々流れるニュース番組のアナウンサーとして登場する。
ブリトニー・ベック（Brittany Beck）
ショートへアにミニスカートの制服の女性ディーラー。27歳。ステュアート同様にカジノの待遇に不満を持っていた。
ステュアートと一緒にアメリカーナカジノで退職金を回収している。ステュアートと同じくカジノで働いていたが、待遇に不満を持っていた。ステュアートが説得された後にチャックに待遇のひどさを訴えようとするが「そんな話を聞いている暇はない」と一喝され、同行した。
『オフ・ザ・レコード』ではサイドケースが削除されたものの、「ルル・バーラ（Lulu Barra）」と名前を変えて登場しており、最初からセーフハウスに避難している。
クリスティン・ハリス（Kristin Harris）
赤い水着風衣装のセクシーなショーガール。28歳。セーフハウスでは青いローブを着用している。
お酒が大好きでアメリカーナカジノの控え室で泥酔して激しく嘔吐しており、歩くことすらおぼつかないほどに酔っている。酔い潰れて気を失っていたためにJoshという人に酒を奢ってもらったことくらいしか覚えておらずアウトブレイクに気付いていなかったが、安全な場所への避難を促された際にそこで飲み直すと勘違いし、そのまま同行するが、酔っているので動きは非常にゆっくりである。同行中、タイロン・キングの魅力について語りだす。セーフハウスについては「飲み直すにはえらく地味なところねぇ…」とコメントしている。
前述の脱衣ポーカーにも他の生存者二人と共に参加しているが、被っている帽子は脱がない。
ジョン・ボグ（John Boog）
丸いサングラスに白いコートに蝶ネクタイ付きシャツ、濃い緑のズボンに手袋と長靴を着用した微妙な恰好の男性。24歳。オタク達の一人。
サウスプラザでアウトブレイクが起きているという事実から目を背けるためにボードゲーム「ドラゴン・オブ・スネーク・キャッスル」に興じている。愛に恵まれない模様で故郷では素敵な女性との出会いがなかったために旅行でフォーチュンシティにやってきたが、緊張して固まってしまう。その後、救出に来たチャックに対して「今まで安全だったからここに残る」と言うが、「セーフハウスなら素敵な出会いがあるかもしれないぞ」と唆されて他の三人と共に同行する。また、チャックが女性サバイバーを連れている場合はチャックを魅力のある人物と思い込んで「女性にモテる方法を教えてください」と言い、説得しなくてもよくなる。
カーチス・エレントン（Curtis Ellenton）
カチューシャにピンクのセーラー服とスカート姿の体格がいい髭面の男性。25歳。オタク達の一人で漫画が大好き。
ジョンと同じくボードゲームに興じている。格好上、よく身なりをバカにされるが頭脳で勝負しているために気にしていない。
『オフ・ザ・レコード』では体格が良いのにも関わらず、銃を撃つと反動で転んでしまうようになった。
ブライアン・シェルビー（Brian Scherbey）
学生服のような服装に赤色のホルスター型のサスペンダーをしたアフリカ系黒人男性。27歳。オタク達の一人でダイスの達人。
ジョンと同じくボードゲームに興じている。彼自身が店の入り口にバリケードを築き、立てこもっている場所を「フリーダムスパイア」と名付けている。女性との出会いを求めてフォーチュンシティにやってきたが、一人の女性にも声をかけることができなかった。
ケビン・マイヤーズ（Kevin Meyers）
長袖短パンで全体的に緑系のノースリーブニットベストの学生服のような服装の男性。24歳。オタク達の一人で天才数学者。
ジョンと同じくボードゲームに興じている。チャックの呼び掛けに二進法表記で答えるなどの数字を多用する。また、彼曰く「軍が到着するまでに誰かが助けにきてくれる確率は21.862%」らしく、その確率に賭けて待つことを選んだが、ジョンに「こんなんじゃ、まず女性に好かれることはないだろうな…」と言われている。
ビッキー・テイラー（Vikki Taylor）
後ろで髪を纏めたミニスカート姿の女子大学生。21歳。
アメリカーナカジノのトイレでブランドンに囚われており、ブランドンを倒すことで救出することができる。その後は助けてくれたチャックにそのまま同行した。また、救出すると後に軍隊が非常事態の時に生存者もろとも爆撃することを聞き、植物保護のために植物アートを持ってくるように依頼する。
『オフ・ザ・レコード』ではムービー中にブランドンによってガラス片で喉を切られて殺されてしまうために救出できない。
エルロッド・バンプキンズ（Elrod Bumpkins）、トリクシー=リン・ホートン（Trixie-Lynn Horton）
エルロッド(31歳)とトリクシー（24歳）の夫婦。エルロッドはヤンキーな髪型に厳つい顔で上半身裸で野球バットを所持し、トリクシーはかなりイイ女だが最初は煙を防ぐために口元を赤い布で覆っている。
アリーナの控室にいる典型的なアメリカ人。ゾンビが炎に弱いことを知り、ゾンビの侵入を防ぐために部屋の入口に火を点けたが、消火器を持ってくるのを忘れて逆に部屋に閉じ込められてしまう。その後、様子を見に来たチャックに火を消してもらい、夫婦揃って同行した。
なお、トリクシー=リンはのちの脱衣ポーカーに参加してくるキャラの一人。
ジャレド・デービス（Jared Davis）
きりっとした顔だがお調子者の男。27歳。チェックのシャツを着ているのだが、手帳の写真では何故か水色の無地の服を着ている。
Wily Travelsにバリケードを作って立てこもっている。パーティーがあるからと勘違いしてここに来た際にゾンビに噛まれてパニックになっており、感染しているため救出にはゾンブレックスが必要。ゾンブレックスを貰ってその場で投与した後にチャックに肩を貸して貰いつつも同行した。また、救出すると後にもう一度ゾンブレックスを投与する必要があり、間に合わなかった場合はゾンビ化し、サリバンに始末される（セーフハウス内で時間切れになってゾンビ化した場合はサリバンに射殺されるムービーが入る）。
『オフ・ザ・レコード』ではPub O'Goldで立てこもっており、フランクの助けを借りてセーフハウスまで無事に送り届けることになる。また、手帳の服の色が違うのが修正されている。
スヴェン・ブラボーグ（Sven Blaaborg）
首から聴診器を下げている真面目そうな顔の救急医療隊員の男性。35歳。
One Little Duck Bingoで救助活動を行っており、手当てをしていた患者のティムは程なく息を引き取ってしまい自分を責めるが、チャックにセーフハウスの人を助けてほしいと言われて「人を助けるのが救急隊員の仕事だからな」と言って快く同行し、セーフハウスに連れて帰ると「いざという時に使ってくれ」と持っていたゾンブレックスを渡す。また、救助すると後に「緊急用の医療品が全然ない」と言い、消毒薬の代わりになる強いお酒（ウィスキーかウォッカ）を探してくるように依頼し、要求通りに酒を渡すとお礼に再びゾンブレックスを渡す（この時に渡した酒はAIの都合上ですぐさま飲み干す）。
『オフ・ザ・レコード』ではシルバーストリップの裏路地で手当てをし、ティムが死んだ際は取り乱すが、それ以降は2と同じ流れでフランクに同行する。
ジャスパー・サンフォード（Jasper Sanford）
カジノのバーテンダーの男性。26歳。明るく社交的な性格である。
シンダの知り合いであり、身の危険を感じて二人でHumburger Fiefdomの屋上に避難していたが、物資が無くなって食料を探しに行ったシンダの捜索をチャックに依頼し、自身もそのまま同行する。その後、アントワヌに捕えられていたシンダを説得した。
『オフ・ザ・レコード』ではフランクのファンであったことが判明する。
シンダ・スミス（Cinda Smith）
黒髪を後ろで結んだ気の強そうな顔の女性バーテンダー。23歳。ジャスパーの知り合い。
食糧を求めてCucina Donnacciに入ったところをアントワヌに捕えられ、奥の倉庫に閉じ込められている。アントワヌを倒せば助けられるが、チャックがアウトブレイクの犯人だと思い込んでおり、ジャスパーを連れていなければ同行しない。ジャスパーを連れていればチャックを信用して同行する。セーフハウスまで避難すると、それでもチャックはアウトブレイクの犯人ではないと信じ切れていなかった。
『オフ・ザ・レコード』ではジャスパーと同じくフランクのファンであることが判明した。
テリー・グラス（Terri Glass）、ウィラ・ハリス（Willa Harris）
女性作業員の二人。戦っている方のテリーは27歳、怪我をしている方のウィラは28歳。
テリーは肉球シールの貼られたオレンジのヘルメットに褐色肌でスタイルがよく作業員なのにセクシーな服を着ており、一人称は「あたい」。ウィラは真面目そうな顔でしっかりした体つきをしており黄色のヘルメットと作業員らしい服装をしている。
サウスプラザで負傷したウィラを守るためにテリーが孤軍奮闘していた。その後、助けに来たチャックに対してテリーがウィラの説得を頼み、ウィラはテリーの足手まといになるぐらいなら死のうとしていたが、チャックが無事説得して負ぶって同行させ、テリーも一緒に同行する。その後、セーフハウスのゲートが破られた際にテリーはスレッジハンマーでゾンビと戦っていた。
ジーナ・スリック（Jeanna Slick）、フロイド・ストーン（Floyd Stone）、アレン・アッシュ（Allen Ash）
バンド「エンジェルラスト」のメンバー。バンド名の英語表記は「ANGEL LUST」。
ジーナはボーカルで髪にカラフルにメッシュを入れた化粧ばっちりな女性で24歳。フロイドはベーシストで色白(というか青白い)で長髪の怖さと暗さのある見た目雰囲気の男性で28歳。アレンはギタリストで裸の上半身に派手なタトゥーを施したモヒカンな男性で24歳。
現在の状況を理解していないどころかゾンビを自分達のファンと勘違いし、シルバーストリップでライブを行っていたが、チャックの説得を受けて観客ゾンビの頭を音波で吹き飛ばすという派手なパフォーマンスと共にライブを終わらせて三人揃って同行した（ジーナ曰く「彼らほどライブを楽しんでくれた人たちは今までいなかった」とのことである）。
また、フロイドは無事に連れて帰ると「パワーギター」のコンボカードを渡してくれる。
『オフ・ザ・レコード』では救出後にジーナから30000$をもらえる。
エリカ・メイズ（Erica Mayes）、ローザ・コリンズ（Rosa Collins）、ベッシー・ケント（Bessie Kent）
Kathy's Spaceにいる女性3人組。エリカはファッションジャーナリストで褐色肌でボブヘアの29歳、ローザは見た目よりもタフで怖いもの知らずの青いワンピースでハンドバッグを持った28歳、ベッシーはセレブで赤茶の髪に白地に青とピンクの入ったワンピースの30歳。
危機的状況にも関わらずに買い物を続けており（ベッシー曰く「ゾンビなんて関係ない」）、助けに来たチャックに「正気の沙汰とは思えない」と言われつつも荷物運びを行わせ、荷物と共にセーフハウスへ避難した。避難後にエリカはこの時「新しい服のアイディアが浮かんだわ」と言っていた。なお、この3人はチャックの指示に従わず、常に荷物についてくる他、荷物が壊れたら即座に離反する。荷物も武器として使用可能ではあるが、荷物で攻撃を行うと3人から殴られてしまう。
ちなみに、アウトブレイク発生時に逃げる人々の中にエリカと全く同じ見た目の女性が登場している。
『オフ・ザ・レコード』ではサイドケースが削除されたため、3人とも登場しない。
リネット・ワットキンズ（Linette Watkins）
チェック柄の水着姿で下記の事情から肌が赤くなってぐったりしている女性。24歳。
The Vanus Touchで日焼けマシンに入っていたが、店員が逃げ出してしまったせいで閉じ込められて衰弱してしまっていた。その後、喉が渇いていて動けず、何か飲み物を持ってきてほしいと頼み、飲み物を受け取った後は自分の職場であるパリセーズモールのBrand New Uからロイヤルフラッシュプラザのトイレへの隠し通路を教えつつ抱えられて同行した。セーフハウスについては「ちょっとここ落ち着かないわね…」とコメントした。
ダニー・ボダイン（Danni Bodine）
花嫁姿の女性で24歳。泣いた後は化粧が崩れており、少々不気味な顔になっている。
Sweat Awayでランディーと結婚させられそうになっているため、ランディーを倒せば救出が可能になる。泣いているところを説得されてそのまま同行した（「あんな奴と結婚させられるぐらいなら死んだ方がマシだったわ」と言っており、ランディーのことは嫌っていた。但し、誰かしらと結婚式する予定ではあったようである)。
サンドボックスモードにも登場し、ロイヤルフラッシュプラザの2階に現れハンドガンを装備している。倒すと武器と$10,000を落とす。
ヤヌス・ラゾ（Janus Razo）
サングラスをしたスーツ姿のイケメンギャンブラー。30歳。
アトランティカカジノの入口前で助けを求めている。カジノで大勝ちしており、精算を済ませるまでアウトブレイクに気づかなかった。説得には素直に応じるが、この状況で銃を持っていない奴にはついていけないらしく、種類を問わず何かしらの銃(水鉄砲も銃とみなされる)を持っていなければエスコートできない。銃を持ってきたチャックに対して「使い方わかるのか?」と聞き、チャックが「照準を合わせて引き金を引くだけだ」と言うと、笑いながら同行する（無事に連れて帰ればボディーガードの謝礼として70000$をくれる）。ちなみに、エスコート途中で死亡した場合も鞄の中から50000$を獲得できる。
『オフ・ザ・レコード』ではFood Cortのインフォメーションの上にいる。
ラズ・パルマー（Luz Palmer）
SporTranceにいたピンクのサンバイザーの女性プロゴルファー。32歳。
迫りくるゾンビ相手に愛用のゴルフクラブで奮戦していたところを助けられ、「ここの観客のマナーは最悪」と言いつつも同行する。アイテムを渡そうとしても「愛用のゴルフクラブは諦められない」と受け取るのを拒否する。また、救出すると後にクラブを失くして練習ができないために代わりのクラブを探してきてほしいと依頼し、要求どおり持っていくと前回のツアーの賞金5000$を渡す。
『オフ・ザ・レコード』では救出後にプロツアーの賞金の一部である15000$をくれる。
ジェイコブ・スキナー（Jacob Skinner）、ジェシカ・ハウ（Jessica Howe）、ネバダ・スリム（Nevada Slim）
ギャンブル中毒の三人。ジェイコブはサングラスにラフな服装でアジア風味のある男で35歳。ジェシカはセクシーな格好をしており、ギャンブル中毒だがお金に慎重な29歳。ネバダがぽっちゃりで国旗柄のような服を着たずる賢そうな男で44歳。
アトランティカカジノでポーカーの人数が足りず相手を探しており、チャックに参加するように促す。その後、チップを全て失うまでこの場を離れないと言い張り、10万$を賭けたテキサスホールデム方式のポーカー(1人当たり$25000持ち、0になったら脱落)でチャックと勝負するも三人とも素寒貧にされてしまい、チャックの実力に感服して同行した。勝ち分はそのまま所持金に加算される。
リチャード・ケリー（Richard Kelly）
神経質で太ったシェフ。34歳。神経質ながら太っているのはストレスを感じると食べないと気が済まない、所謂ストレス過食のため。
Dining at Davey'sで食べ物を漁っているが、既に店の食べ物を食い尽くす程の食欲を発揮している。助けに来たチャックに説得されるが、お腹が減って遠くまで歩けないと言って食べ物を要求し、食べ物を渡されると満足そうに平らげてそのまま同行する（無事に連れて帰ると食べ物を探している時に見つけたゾンブレックスを渡す）。
『オフ・ザ・レコード』ではChris'Fine Foodsで同じく食べ物を漁っているが、こちらの場合、店内だけでなくモール中の食料を食い尽くしている。また、救出すると後にセーフハウスの女性達にちょっかいを出して不快な思いをさせるが、フランクが本（Erotic Magazine）を持ってきたために我慢するようになる（放置すると何人かの女性サバイバーが離脱してしまう）。
コーラ・ラッセル（Cora Russel）、ニナ・サー（Nina Suhr）、サマー・チャベス（Summer Chavez）
パリセーズモール中央のバーにいた女性達。コーラはテンガロンハットに白い羽織ものを着た3人のリーダー格で34歳。ニナは黒い水着の上にズボンの真面目な性格の美女で22歳。サマーは紫の水着上に白い道着感のあるズボンで褐色の肌を持つ美女で23歳。
チャックに説得されるが、コーラが「自分達の時間はお金でしか買えない」と言うが実際はバーでのツケを払わせるために10000$を要求し、金を受け取ると3人とも同行する。セーフエリアにつくとコーラはガーディアン・エンジェルス・パーソナル・セキュリティーで働いていることを明かし、チャックにまたサービスが必要になったら電話帳で調べるようにと話す。
なお、三人のうちのコーラはのちの脱衣ポーカーに参加するメンバーのひとりである。
レイ・テラー（Ray Teller）
サウスプラザに野球バットを持ちながら隠れている白服にジーパン姿の男性。25歳。
プラザ内をシーモアが徘徊しているために動けずにいたが、シーモアを倒せば救助できるようになり、チャックにシーモアがいないことを告げられて同行した。但し、スクープタイムが切れてからレイに会うと彼はチャックと話さなくなり、勧誘が不可能になる。
なお、同項中に生存者を殺すと嘔吐する。
ウッドロウ・ラザフォード（Woodrow Rutherford）
スロットランチカジノにいる銀行のCEOで、フォーチュンシティのお金持ち。M字ハゲ気味な頭と厳つめの顔の42歳。
軍隊の爆撃でシティの金が焼き払われてしまうと思って居ても立っても居られなくなり、ATMの金を集める。その後、救助にやってきたチャックに説得されるも「ここの金を無駄にしたらゾンビに屈したことになってしまう」と言い張り、4ヶ所のATMを回って金を回収する間に護衛することになる。その後は無事に全てのATMを回りきるとチャックにお礼を言いつつ、「ここにもう用はないから早く連れて行ってくれ」とセーフハウスへの案内を頼んで同行する（無事に連れていくとお礼に50000$くれる）。ちなみにATMが壊れていてもケースは進行する。なお、アタッシュケースの蓋が閉まっていないのか、お金を落とすことがある。
ウッドロウはのちの脱衣ポーカーに参加するキャラの一人。
『オフ・ザ・レコード』ではShamrock CasinoのATMからお金を引き出しており、回る場所もプラチナストリップまでと少し広くなっている。
エウロパ・ウェスティングハウス（Europa Westinghouse）
ブロンドヘアで下着姿の女性。24歳。下着姿故か恥ずかしがり屋。
フォーチュンシティホテルでアイスを取りに部屋を出たが、その際にアウトブレイクが起こり、部屋に戻るとドアが勝手に閉まっていたことで下着姿のまま竹の後ろに隠れていた。自分だけが下着姿では恥ずかしいと言い張るためにチャックも恥ずかしい恰好（パンツ一丁）にならないとエスコートできない。その後、パンツ一丁になって来ると喜んで同行するが、直後に「床が冷たいからおぶってほしい」と頼み、チャックに担がれてセーフハウスまで連れて行かれる。
『オフ・ザ・レコード』ではセーフハウスに到着後20000$をプレゼントする。死亡するビッキーの代わりに植物アートを持ってくるように依頼する。
ランドルフ・アレン（Randolph Allen）
Cleroux Collectionにいる腹を空かせた黒のベレー帽の芸術家。28歳。
描いた作品は一度も売れたことがなく、自分の描いた絵が出品される予定だったオークションがアウトブレイクによって中止になったことで泣き叫ぶようになる。その後、チャックに絵を3000$で買い取ってもらい、喜んで同行する（絵画はケイティーへのギフトになる）。絵は攻撃手段としても利用可能で、絵を壊されても離反しない。
『オフ・ザ・レコード』では普通に銃を撃つようになっている。
ビル・モンタギュー（Bill Montagu）
Shamrock Casinoでスロットを打ち続けている黄色のテンガロンハットの男性。54歳。
負け分を取り返すためにスロットを続けてギャンブルの泥沼にはまっており、負け分を取り返すまでは動かないと言い張るために救出するには負け分の金である20000$、それに加えて5000$をあげなければならないが、最終的には折れたチャックが払った25000$を受け取って同行する。
『オフ・ザ・レコード』ではアメリカーナカジノでバリケードを作り、スロットを打っている。
ディーン・ウェイン（Dean Wayne）
The American Historiumのふくよかな体型の退役軍人。46歳。助けに来たチャックに所属部隊と階級を聞くなどの言葉の節々に軍隊時代の名残が残っている。
ハンドガンを手にアメリカ製の銃弾を使い、ゾンビに応戦している。助けに来たチャックの説得に従って素直に同行するが、軍人時代に足を負傷しているにも関わらずに「男らしく自分の身は自分で守る」と言い張るために肩を貸せないが、車いすを使って運ぶことは可能。また、「リーダーシップ」マガジンがあるとキャラ最速と化し、チャックの全速力に匹敵する速さになる。
『オフ・ザ・レコード』ではサイドケースが削除されたために登場しない。
キャメロン・ウェルチ（Cameron Welch）、アリソン・パーキンズ（Allison Perkins）、フアン・リー（Juan Lee）
スロットランチカジノのステージにいる26歳の黒人マネージャー、22歳の真面目そうな眼鏡の助手、30歳の褐色肌の高襟服のファッションデザイナー。
ビビに囚われており、ビビを満足させれば爆弾から解放されて同行するが、ビビを満足させられなかった場合はビビと共に三人とも爆死してしまう。ビビの指示で動いている最中に何をすればいいのかわからなくなった場合、舞台裏に拘束されているアリソンに話しかければ具体的に何をすればいいのかを教えてくれる。セーフハウスまで避難するとアリソンはこのせいで心が疲弊したのか転職を考えるようになった。
タミー・ブレイン（Tammy Blaine）
人魚のコスチュームを着ているのが特徴の赤毛の女性。21歳。
アトランティカカジノのステージで大量のゾンビに囲まれている。ゾンビの一掃後はコスチュームの下に下着を履くのを忘れたためコスチュームを脱げず歩けないため、助けに来たチャックに抱えられて救助される。なお、歩けないサバイバーではあるものの負傷しているわけではないので強化本「Leadership」でも走れるようにはならず、さらには肩を貸したり車いすに乗せることもできないため、移動させるには抱えていくしかない。(しかし、エスコート完了時には立っているように見える)
『オフ・ザ・レコード』ではセーフハウスに到着後、動けない間に噴水でお金を拾ったと言って、5000＄をくれる。
アンディ・タルバット（Andy Talbat）
パリセーズモールのスロットマシンの上でショットガンを手に佇んでいるオレンジ横縞服の青年。21歳。
人生最大の疑問であるゾンビの思考について延々と考えており、ゾンビに対する持論を展開するが、チャックの懸命な説得により考え直して同行するが、話している途中で離れると「簡単な方法が、唯一の方法さ」と言いつつ、ショットガンで自殺してしまう。避難後は「彼らの苦しみを知るには彼らのようになるしかないと思うんだよ…」という持論を述べた。
『オフ・ザ・レコード』ではサイドケースが削除されたために登場しない。
ロイス・セントジョン（Royce St.John）、ワルター・モリス（Walter Morris）
芸人達二人組。ロイスは大きめサングラスの黒人の28歳で学生、ワルターは32歳でロシア帽にピンクのホルスター型サスペンダーと奇妙な格好をした男。なおワルターは既婚者。
コメディアンを目指し、お笑い大会に参加するためにフォーチュンシティにやって来ており、二人とも大会の決勝まで勝ち残ったが、アウトブレイクで大会が無くなってしまい、Hot Excitoramaでどちらのギャグが面白いかを口論しており、助けに来たチャックにギャグの審査を頼む。その後、トロフィーが渡されて決着が付くと満足して同行する。ただし、ワルターにトロフィーを渡すとロイスは激怒し、5000$を要求してくる。(払えばすぐにjoinする)なお、トロフィーを渡された方はトロフィーを手放さなくなるため、回復アイテムや武器が渡せなくなる。
『オフ・ザ・レコード』ではウラヌスゾーンのFortune With Loveで口論をしている。
リリアン・ペイン（Lillian Payne）、カミーユ・ペイン（Camille Payne）
親子。娘のリリアンは後ろで髪を束ねコーラルピンクの服の首にサングラスを下げた25歳、母親のカミーユはショートボブで紫の服の57歳。
隠れる場所を相談している際に口論になってケンカ別れしてしまい、娘のリリアンはフォーチュンシティホテルの屋上で投身自殺を図ろうとしており、Atrantica Casino（『オフ・ザ・レコード』ではFood Cort）にいる母親のカミーユを連れてこなければならなず、チャックによって無事に再会し、親子揃って同行した。カミーユは「人の意見を素直に受け入れることもときには必要ね」と反省している。なお、カミーユが死亡した場合、母親に寂しい思いはさせないとリリアンは飛び降りてしまい救出不可能になる。
『オフ・ザ・レコード』ではリリアンはショットガンを手に持っており、アイテムを受け取らない。カミーユが死亡した場合、飛び降りではなくショットガンで自殺する。
レフトハンド・ランス（Left Hand Lance）、ジョニー・キルパトリック（Johnny Kilpatrick）、グレッチェン・ペレグリン（Gretchen Peregrine）、ウォレス・ハーツォーグ（Wallace Hertzog）
ゾンビに対して効果的な武器を開発しているサイト「Tape It Or Die」のKokoNutz Sports Townの地下でスタジオを作って研究に励んでいるメンバーたち。
レフトハンドはウェブサイトの管理者の24歳のピンク服の男性。ジョニーはウェブサイトの作成担当の27歳の白い服の男性。グレッチェンは経理担当の24歳のオレンジチェック服の女性。ウォレスはスタッフの育成担当の25歳のハゲかけでグレーと白の服の男性。
彼らのサイドケースは二つに分かれており、一つ目はウォレスが要求する材料を調達するというもので、両方渡せば試作品とコンボカードを渡すが、この時点では彼らはスタジオに留まって同行しない。しかし、二つ目はウォレスの作った武器が爆発してスタジオで火災が発生し、逃げ出した4人がゾンビに襲われてジョニー以外の3人は武器で応戦している（レフトハンドはロバのランプ、グレッチェンは野球バット、ウォレスはパワードリル）ために救出するというもので、二つ目のケースをクリアすると4人揃って同行する（レフトハンド・ランスとウォレスは無事に連れて帰るとそれぞれコンボカードを渡す）。
『オフ・ザ・レコード』では一つ目のサイドケースが発生している際にモール内に目印（Tape It Or Dieと書かれたベニヤ板）が置かれるようになり、発見しやすくなった。
マイケル・ウー (MIcheal Woo)、マシュー・クス (Matthew Kuss)
マイケルが中尉で軍曹のアジア系の34歳、マシューが伍長で兵卒のガチムチ体型の25歳。マイケルは左ひざに包帯を巻いている。
ゾンビ退治のプロと新米兵士で、突入してきた軍隊の生き残りでフォーチュンパークの噴水近くでバリケードを作り、マイケルはアサルトライフル、負傷しているマシューはハンドガンを手にゾンビに応戦しており、チャックが近付くと銃を捨てるように呼び掛ける（銃を持って近付くと撃たれる）。その後、チャックをテロリストと思い込むが、TKが犯人だという弁明を聞いてチャックを信用し、セーフハウスへの案内を頼む。サイドケースを順番にクリアした場合ストーリー上最後に出会うことになるサバイバーであり、以降は味方のサバイバーは出現しない。二人とも銃を絶対に手放さないため回復アイテムが渡せない。なお、マイケルによると司令は間違った情報をもとに指揮を執っていたと言っている。
『オフ・ザ・レコード』ではシルバーストリップの地下通路入口前で生存者を捜しているが、こちらでは銃を持っていても撃たれることはなく、普通に応対してくれる。また、階級がマイケルは軍曹、マシューは一等兵に変わっている他、マイケルの武装がショットガン、マシューの武装がLMG（軽機関銃）に変更されている。

### 救出不可能な生存者
以下の生存者はムービーなどで必ず死亡するか殺されるかして救出する事はできない。ゾンビに対抗する能力はほぼ持たない。『2』ではストーリー開始時チャックはケイティーを抱き抱えており攻撃手段は蹴りのみでアイテムが持てない状態のため、行動次第ではゾンビに殺されずに済むアリーナ内のサバイバーを救出するのは困難となる。(そして、下記で紹介するサバイバーは一時的に安全を確保できても最終的には助けられず死亡する)
アリス・ペインター（Alice Paynter）
髪を後ろで団子にし胸元の空いた白い服とジーパン姿の31歳の女性。
フォーチュン・シティで開催された「テラー・イズ・リアリティ」のショーに参加したところアウトブレイクに遭遇し、フォーチュン・シティ・アリーナの舞台裏にある楽屋の外で混乱していた。その後はチャックがアリーナから脱出する際に見かけるがゾンビに囲まれており、そのまま襲われ死亡する。
なお、遭遇時はチャックが自由に攻撃できる状況のためゾンビを倒して安全を確保することも可能だが、脱出した際にはアリスは死亡扱いとなっている。
『オフ・ザ・レコード』では爆発に巻き込まれ死亡する。また、爆発から生き延びさせることは出来るが、フランクがグリーンルームの反対側のドアを開けるとゾンビがいなくてもすぐに死んでしまうことになる。
トム・エバーソウル（Tom Ebersole）、ショーン・ウェクスラー（Shaun Wexler）、ノア・ホーソン（Noah Hawthorne）、ジェニー・スラッテン（Jenny Slaten）、
トムは34歳の黒テンガロンハットの歩くのが早い男性、ショーンは鶯色の上着のハゲかけの62歳の男性、ノアはサングラスに緑の上着の77歳の男性、ジェニーは金髪に緑の横縞服の20歳の女性。
アリーナ内部にいた生存者の内の二人。フォーチュン・シティ・アリーナで開催された「テラー・イズ・リアリティ」のショーに参加していた。チャックがアリーナから脱出する際に見かけるが、トムとショーン、ノアとジェニーの各2人ずつがシャッター越しに助けを求めているが、そのままゾンビに襲われ死亡する。
なお、『オフ・ザ・レコード』ではシャッターチャンスの１つとなる。
ちなみに、ジェニーは2010年8月6日の『テープ・イット・オア・ダイ』のブログ記事でグレッチェン・ペレグリンがフォーチュン・シティで会うメンバーの一人として挙げていた。また、手帳の写真が実際と異なり何故かビキニを着ている（『オフ・ザ・レコード』では修正された）他、倒れると男性モーションになるなど変わった挙動が発生する。
ドレイク・ダントン（Drake Danton）
アリーナ内部にいた生存者の一人。28歳の黒人男性。ゲーム中の全キャラクターの中で最も低い、４ポイントの体力の持ち主。
フォーチュン・シティ・アリーナで開催された「テラー・イズ・リアリティ」のショーに参加していた。チャックがアリーナから脱出する際に見かけるが、ゾンビに個室に引きずり込まれそのまま死亡する。
なお、『オフ・ザ・レコード』では個室に引きずり込まれる瞬間がシャッターチャンスとなる。
アーウィン・セージホーン（Irwin Sagehorn）
アリーナ内部にいた生存者の一人。43歳の男性。ハゲかけ頭とふくよか体型に黄色のシャツが特徴。
フォーチュン・シティ・アリーナで開催された「テロル・イズ・リアリティ」のショーに参加していた。チャックがケイティーを救出した直後に広間へとつながる扉を開けて逃げ込んでくるが、廊下の角を曲がったところに潜んでいた何十体ものゾンビの大群に襲われて食われ、死亡する。
『オフ・ザ・レコード』では登場しない数少ないキャラの一人となっている。
なお、アーウィンはFortune City World News誌の表紙を飾っていたりするが、何故か手帳の写真には髪を結っており白いシャツを着ているという、ゲーム中の状態とは大きく違う様子が掲載されている。
ルーカス・ポントレモリ（Lucas Pontremoli）
アリーナの広間にいた緑に裏地黄色の上着に白シャツの男性。26歳。
フォーチュン・シティ・アリーナで開催された「テラー・イズ・リアリティ」の観客。チャックがアリーナから脱出する際に見かけるが、奮戦空しくゾンビに殺されてしまう。
『オフ・ザ・レコード』ではパット・バークソンとともにアメリカーナ・カジノに通じるセキュリティ・グリルの後ろに閉じ込められており、道をシャッターで塞がれショットガンでゾンビに応戦していたものの、迫りくる大量のゾンビを抑えきれず、恐怖に堪りかねて持っていたショットガンで自ら命を絶った。
ノートブックの写真ではルーカスは白いジャケットに黄色いシャツのうえ、何故か黒人状態になっている。『オフ・ザ・レコード』では修正されている。
ランス・ペニングトン（Lance Pennington）、ヘレン・ボーナー（Helen Bonner）、アンドレア・ブレンサー（Andrea Brenser）、アドリアン・リー（Adrian Lee）、パット・バークソン（Pat Berkson）、ジェレマイア・エクランド（Jeremiah Eckland）、カリー・ティモンズ（Kalee Timmons）
アリーナの広間にいた生存者たち7人。ランスは白シャツの30歳の黒人男性、ヘレンはキャミソールに短パンで眼鏡の33歳の女性、アンドレアはショートボブに黒と青袖のシャツの57歳の女性、アドリアンは黒に白袖のシャツに首に緑のスカーフのソフトモヒカン風の髪形の19歳の男性最年少被害者男性、パットはサングラスに黒い帽子と顎鬚の23歳の男性、ジェレマイアは緑の服の32歳の男性、カリーはブロンドにピンクのキャミソールの18歳の最年少被害者女性。
全員フォーチュン・シティ・アリーナで開催された「テラー・イズ・リアリティ」の観客。チャックがケイティーを連れてアリーナから脱出する際に見かけるが、奮戦空しくゾンビに殺されてしまう。また、ヘレンやアンドレアに似たゾンビが数体存在する。
パットのノートの写真はサングラスなしのオレンジ色のシャツを着ているが、『オフ・ザ・レコード』では修正された。
アンドレアはフォーチュン・シティ・アリーナの外で行われたCUREの集会に参加し、ステイシー・フォーサイス、マッケンジー、チャーリー、その他の活動家たちとともに「テラー・イズ・リアリティ」ショーに抗議していた。また、エイドリアンとパットは2010年8月6日のTape It or Dieのブログ記事でグレッチェン・ペレグリンによってフォーチュン・シティで会うメンバーの一人として挙げられている。
『オフ・ザ・レコード』ではランス、ヘレン、アドリアンはデール、オスカー、ジュリアスと入れ替わっており登場しない。また、ジェレマイアはアウトブレイク中にアリーナのロビーに向かう途中のスタジアムの廊下を走っている瞬間がシャッターチャンスとなる。なお、カリーの胸を写真に撮るとエロティカ・ポイントを獲得できる。
カルロス・メティス（Carlos Mertiz）
サングラスに黒シャツでふくよかな体型の男。32歳。賢くない模様。
アリーナの前で助けを求めていた。ミッション「Meet the Contestants」でレオンと話していたチャックに声をかけるが、ゾンビの倍のポイントが入る「的」としてレオンに殺されてしまう。
『オフ・ザ・レコード』ではレオンが削除されたために登場しない。
ティム・デュガン（Tim Duggan）
薄抹茶色の服の男性。31歳。大けがですぐに死ぬレアキャラのためか、ある意味で有名なキャラ。
原因不明の怪我を負い、ビンゴ・ホールのOne Little Duck Bingoで救護活動を行われている人物。大けがを負い、大量に出血していたためスベンの蘇生処置を受けていたが、心肺蘇生も空しくチャックが近付いた瞬間に息を引き取ってしまう。
ルイーズ・ジェイムソン（Louise Jameson）
スラッピーのガールフレンドである「スージー」の中の人。18歳。
パリセーズモールで着ぐるみを着たままゾンビに襲われて死亡する。アウトブレイク前は同僚のブレント・アーネストと初デートをする約束をしていた模様。
エマニュエル・タグマン（Emanuel Tugman）
スーツ姿の男性で、Sweat Awayのオーナー兼神父。50歳。サイコパスの一人、ランドール・ダグマンの実父。
実の息子に壁に縛りつけられて強引に結婚式の神父を務めさせられており、結婚式の最中にやってきたチャックに助けを求めるもランディーがチャックの方に振り向いた際に持っていたチェーンソーで誤って胴体を斬られてしまい、絶命する。
ジャスティン・テザーフォード（Justin Tetherford）
袋をかぶった姿の青系シャツの男性。25歳。素顔は謎でMOD等で素顔を見ようとすると首から上がない状態になってしまう。
食料を求めてサウスプラザにやってきたが、シーモアに捕まって絞首刑にされそうになっており、後にチャックがやって来た直後に彼の目の前で蹴り落とされ、首を吊って死亡する。
袋をかぶせられた状態で殺害されたためか、ノートに記載される顔写真も素顔ではなく袋を被った姿である。
マディソン・レイニー（Madison Lainey）
赤いスパンコールっぽいキャミソールに赤いペンダントの女性。21歳。
芸能界で有名人になることを夢見てフォーチュン・シティに来ていたが、リードの切断マジックに掛けられて命を落とす。
なお、マディソンは2010年8月6日のTape it or Dieのブログ記事でグレッチェン・ペレグリンによってフォーチュン・シティで会うメンバーの一人として挙げられている。
デール・カーパン（Dale Kerpan）
アリーナにいた警官の男性。ハゲかけ頭とふくよか体型の39歳。
警備室でジュリアスとともに殺害され、死んでいるのが発見される形で登場する。
『オフ・ザ・レコード』ではアリーナでハンドガンでゾンビと戦っていたがゾンビに襲われ死亡する。なお、フランクがゾンビを倒して安全を確保しても、脱出した際には死亡扱いとなっている。
ジュリアス・レインケ（Julius Reinke）
『オフ・ザ・レコード』のみ登場。アリーナにいた警官の男性。短髪顎鬚でぽっちゃり体型の31歳。
デッドライジング２ではデールの同僚で、警備室でデールとともに殺害され、死んでいるのが発見される形で登場する。
『オフ・ザ・レコード』では下記のオスカーと同僚であり、共にゾンビと戦うも爆弾が爆発しそれに巻き込まれる形で死亡する。
オスカー・ディングマン（Oscar Dingman）
『オフ・ザ・レコード』のみ登場。アリーナにいた警官の男性。デコ広めでぽっちゃり体型の26歳。
アリーナでハンドガンでゾンビと戦っていた際に、爆弾が爆発しそれに巻き込まれる形で死亡する。

### オフ・ザ・レコードでの新登場生存者
マーク・クーパー（Mark Cooper）、アービン・グッディング（Earvin Gooding）
マークは元体育教師で青ジャージ姿の強面系49歳。アーヴィンは黒人で鼻の下の太髭と上着の下のピンクシャツが特徴の34歳。
パリセーズモール2階でマークはゾンビに追い詰められて仕方なく手すりにぶら下がったが、アーヴィンはそれを見て何故かいい考えだと思い、ゾンビに囲まれているわけでもないのに真似をして手すりにぶら下がる。その後、二人とも上には上がれないために落下地点に大きなぬいぐるみを置いて落下させることで救助に成功し、そのまま同行する。だが、時間がかかると間に合わず落下死することになる。
エリック・マスターズ（Eric Masters）
眼鏡でチェック柄シャツのプロゲーマーの男性。21歳だが年齢より若く見える。
ビデオゲーム大会に参加するためにフォーチュン・シティにいた所、アウトブレイクにあってしまった。ウラヌスゾーンにある売店（Rocket's Red Glare）の上でゾンビに囲まれ立ち往生しており、フランクに周囲のNPC（ゾンビ）を倒すように頼んでくる。その後の説得に対して「普段はソロ専門だけど、今はCO-OP必須みたいだしパーティ組もう」と言いつつも同行する（その際にフランクに「何を言ってるのかサッパリわからん」と言われている）。セーフハウスまで避難させると45000$をプレゼントする。
『オフ・ザ・レコード』のノート写真では着ている服が黒いジャケットになっていたりする。
トモミ・ミヤモト（Tomomi Miyamoto）
日本国旗柄ハチマキに道着のような姿の格闘家の29歳の女性。世界レベルの空手チャンピオンで、左肩から二の腕にかけてタトゥーがある。
師匠であるMaster Boogに師事し、殺人拳という格闘術を身に付けており、固有モーションの技を使って攻撃する。地下通路でタイロンの傭兵に襲われ、遠巻きに銃撃されているところをフランクに助けられて同行する。なお、自分の力に自信があるからか武器は一切受け取らない他、体力が他のサバイバーの二倍ある。ちなみに彼女の登場するサイドケース名は「ワックスかける　ワックスとる(Wax On Wax Off)」となっている。
なお、フランクが彼女を見つけた際には彼女がすでに傭兵を8人倒している様子を確認できる。
デイドレ・サンチェス（Deidre Sanchez）
露出度のあるセクシーな警官の格好をしている27歳の女性で、The Peepholeのダンサー。
シルバーストリップのHot Excitoramaにいる。手にしているボウリングのピンはパフォーマンスに使う物である。救助に来たフランクに説得されてすぐに同行する。フランクを「パパ」と呼んでいる。セーフハウスまで避難するとチップとして6900$をプレゼントする。
彼女は同行中、セクシーなポーズをとることがあり、それらをカメラに収めると「Erotica」の写真を撮影できる。

### スティルクリークの人々
ここでは、本編のプロローグエピソード『CASE:0』にのみ登場する人物について記述する。ゲーム概要については#デッドライジング2 CASE:0を参照。
ディック・ジョーンズ（Dick Jones）
眼鏡とスキンヘッドにぽっちゃり体型が特徴の54歳の男性で、スティルクリークにある質屋のオーナー。
強かな性格で、「お礼に商品を安く提供する」と言っておきながらも武器などの商品はどれも高額 で、更には駆け引き上手なために情報までもが売買の対象である。
ゾンビに取り囲まれたライトバンの上で助けを求めており、助けると質屋での買い物（本編のルーターズと同じく鉄格子で区切られた形の店）が出来るようになる。なお、脱出に必要なバイクの部品であるタイヤはこの店で購入するしかない(価格は$5000)ほか、シャロンを救出したうえでクリアするにはここで最低1つゾンブレックスを購入($25000)する必要が出てくる。ディックを殺されるとゲームオーバーになるためストーリー上絶対に救出しなくてはならないサバイバーである。また自分の店に避難するため、唯一セーフハウスまで連れていく必要がない。
ボブ・ブラックロック（Bob Blackrock）
黒いテンガロンハットに特徴的な色味模様の上着と厳つい系の生傷のある顔に濃い眉やヒゲが特徴の52歳。スティルクリークにある狩猟店のオーナーでDarcieという娘がいる。
娘とはぐれてしまい、建物の屋上からアサルトライフルでゾンビ退治をしながら娘を探している最中にチャックと出会い、彼に情報をもたらす代わりに娘探しを依頼する（本エピソードでは無線機が無いために彼自身の情報が「スクープキュー」の扱いとなる）。19時を過ぎるとサイドケースが発生し、娘のダリスを見つけると、ダリスと抱き合った後に共に救出可能になる。なお、無線機を持っているわけではないため、情報を得るためには建物の屋上まで行って話しかける必要がある（新たな情報を得た時は手を振って合図をしてくれる）。本編のステイシーによる通信や前作に登場したオティスの無線とは違い、CASE:0にはボブから通知されないサバイバーは登場しない（ボブ登場前に救出しなくてはならないディックを除く）。
ダーシー・ブラッドロック（Darcie Blackrock）
赤茶の髪を後ろで纏めているピンクキャミソールのボブの娘。26歳。元ミススティルクリーク。足をひねってしまっている。
父の狩猟店に逃げ込んでいる。知らない人には着いていけないと言い張り、ボブを連れてこなければ同行してくれない。
ファウスト・バルガス（Fausto Vargas）、ジェミニ・バルガス（Gemini Vargas）
ハゲかけ頭にふくよか体型でスーツ姿の44歳の男性と赤髪に濃いピンクに黒のワンピースのオフショルダードレスの38歳の女性のカップル。
バーに逃げ込んでいる。ラスベガスで大勝したもののアウトブレイクのためお金を持ち出すことができず、それに腹を立てたファウストがやけ酒をしジェミニが宥めている。ファウストはひどく酔っぱらっており酒を渡さなければ同行しない（なお、酒はバーの中にあるため遠くまで取りに行く必要はない）。また、同行しガソリンスタンドまで行くと酔いからかストリート風のスラングを話し出す。バリケードで封鎖された駅に戻ると、ファウストとジェミニはコンビニに居座り、ジェミニは落ち込んですすり泣いている。
なお、ジェミニは救出するとお金(15000$)をくれる他、追加で宝石を探すサイドケースが発生する。このサイドケースをクリアしてもお金(15000$)を貰える。ジェミニはマネーケースを手放さないためアイテムが渡せない。
ニッキー・ヴァレンティノ（Nikki Valentino）、ティア・ヘルナンデス（Tia Hernandez）、シャロン・ライシンガー（Sharon Riesinger）
3人組。ニッキーはきりっとした顔で黒のスパンコール系キャミソールの23歳、ティアはブロンドヘアに緑のキャミソールの23歳、シャロンがボブヘアにベージュのキャミソールの22歳。
パーティーの帰りにアウトブレイクに巻き込まれた。ニッキーとティアはボウリング場にいるが、ゾンビに噛まれて隔離キャンプに収容されたシャロンを連れてこなければ同行してくれない（が、先にシャロンをセーフハウスに送った後でも同行する）。なお、シャロンを救出するためにはゾンブレックスが必要。
ちなみに、ニッキーは二日酔いである。シャロンにはティアの兄弟であるデニスとの結婚の予定があるとのこと。
ジェイソン・ワン（Jason Wong）、アーチー・イートン（Archie Eaton）
アマチュアのモトクロス・レーサーであるライダー達。ジェイソンは短髪のアジア系男性で27歳、アーチーが角刈り風の髪形の男性で28歳。
雑貨店の裏の駐車場でゾンビと戦っている。ジェイソンはバイクのパーツであるハンドルを武器にしており、交換条件としてブロードソードを要求する（殺害して奪い取ることも可能である）。また、一緒にいるアーチーはジェイソンにブロードソードを渡せば彼と共に同行する。ハンドルは彼らからしか手に入らないため、殺害か救出のどちらかをしなければケースの進行が不能となる。
2人ともチャックの大ファンである。ジェイソンはDota 2のプロプレイヤーとも言われており、アーチーはレスキュー誌の表紙を飾っている。
ジェド・ライト（Jed Wright）
チャック親子が逃げ込んだ整備所で働く35歳の整備士で、本エピソード唯一のサイコパス。ショットガンにピッチフォークを括り付けた自作の武器（コンボ武器）やガスバーナーを武装している。
アウトブレイクに乗じてゾンビ狩り（ゾンビ感染した人間も「狩り」の対象らしい）を楽しんでおり、ケイティーが感染しているのを知ると彼女を始末しようと襲い掛かる。セーフハウス内で戦闘が始まるため、システム上他のサバイバーに手助けしてもらうことは不可能である。
最後は「俺がやらなくても軍が（ケイティーを）始末する」と捨て台詞を吐きながら積み上げてあった廃車に寄り掛かった際、その振動で廃車が崩れおち、そのまま下敷きとなって息絶えた。

### CASE:WEST
イザベラ・キーズ（Isabela Keyes）
声 - ヴィーナス・ターゾ
前作の舞台であるウィラメッテでアウトブレイクを引き起こしたカリートの実妹。32歳。
兄の復讐を手伝う際に医学や薬学を学んでいたために「ゾンブレックス」の元となる抑制剤を開発し、ウィラメッテからの生還後は薬学者になっているが、今作ではフランクと思わぬ形で再会する事となる。続編『3』にも登場する。
ハルジット・シン（Harjit Singh)
声 - ハルーン・カーン
赤いターバンにひげを蓄えた、で2mかそれ以上の長身と筋骨隆々の体格を持つインド人(正確にはインド系アメリカ人)。壮年や老年に見えるが39歳。フェノトランス社研究施設の警備責任者で、本エピソード唯一のサイコパスとして立ちはだかる。
研究施設の所長であるマリアン・マローンのボディーガードを務めており、チャックとフランクの排除を決めた彼女の指示で彼らに襲い掛かる。戦闘では両手にインパクトハンマーや連射ミサイルを発射したりする。また、シリーズのサイコパス至上最高の体力を誇る。
最後は女王蜂の培養カプセルに頭から突っ込み、倒れた際にカプセル内にいた蜂達に襲われ死亡する。
アメリカで刊行された公式漫画『Dead Rising: Road to Fortune（デッドライジング：ロード・トゥ・フォーチュン）』では、3年前にマリアンの指示でラスベガスのアウトブレイクを起こした実行犯であると明かされている。
マリアン・マロン（Marian Mallon)
声 - ジャクリーン・サムダ
フェノトランス社の研究施設ネバダ州支部の所長である37歳の白人女性。ラスベガス、そしてフォーチュンシティのアウトブレイクにて裏で糸を引いていた真の黒幕であり、目的のためなら大都市を潰したり何千、何万もの人命を奪うことすら全く厭わない冷酷非道な悪女。「人類は救済するに値しない」と言い切るほどの人間嫌いである。
続編『3』にも黒幕として登場する。

### CASE:WESTに登場する生存者
登場する生存者は全て研究員。本編とは違ってトランシーバーによる着信はなく、どの生存者も見つけるのが非常に困難である。
CASE:WESTに登場する生存者はセーフハウスまで連れて行く必要がない（そもそもゲームシステム上セーフハウスが存在しない。設定上は『施設内の事をよく知っているため自分で安全な場所に行ける』とのこと）。本編では『○○（サバイバーの名前） has joined!』と表示されてエスコートが始まるが、こちらでは『○○（サバイバーの名前） saved!』と表示され、救出後はどこかに走り去っていく。
エルナンド・アリサ（Hernando Arisa）
小さなアフロのような髪型に白衣と赤い蝶ネクタイが特徴の女性研究員。41歳。
Loadhing Bayでゾンビに囲まれて身動きが取れなくなり、高台に登って助けを求めていたチェックポイント近くにいるうえ声が聞こえるため発見は比較的容易。チャックとフランクに周囲のゾンビを倒してもらったことで避難した。また、救助すると同僚のリサの救助を依頼する。
リサ・ハーシー（Lisa Hersey）
後ろで髪をまとめた眼鏡と青ハイネックに白衣が特徴の女性研究員。30歳。アリサから救助依頼される。
メモ書きを残しつつも様々な場所を転々としていたが、Living Quaterの自室でゾンビに襲われていた。最終的には自室で二人に助けられて避難した。救出すると非常口の鍵をくれる。
アリシア・ホッブズ（Alicia Hobbes）
後ろで髪を纏めた青シャツに白衣で褐色肌が特徴の女性研究員。28歳。
Research Laboratoryにおり、2人をフェノトランス社の関係者ではないことを見抜きつつも、脱出のために必要なものだとスタンロッドを要求する。その後、チャックからスタンロッドを受け取って避難した。
ロバート・ステイモア（Robert Staymore）
短髪に眼鏡の白シャツの上に赤青チェックの服を着用し更に白衣を羽織っているのが特徴の男性研究員。35歳。
Holding Pensにバリケードを築いて立てこもっており、中に入ると鉄の箱の上で助けを求めている。脱出するための武器が必要と言い張って警備員用アサルトライフルを要求し、チャックからアサルトライフルを受け取って避難した。
アリー・ジャック（Allie Jack）
お団子ヘアに黄色い服と白衣が特徴の黒人女性研究員。26歳。
施設のアウトブレイクに巻き込まれ、HarvestRoomの奥で12体のゾンビに追い詰められている。二人にゾンビを片付けてもらったことで二人に感謝しつつ避難した。
レジーナ・ディー（Regina Dee）
ショートボブにピンクの服に白衣の黒人女性研究員。34歳。
Storage Bayにいる。アウトブレイクによる失職を危惧し、研究材料として人間の心臓と肝臓を欲しがっていたが、チャックに用意してもらったことで避難した。非難させるとトンネルへの鍵をくれるが、直前に入っていった様子がおかしい研究員の存在を忠告する（この正体は下記のミズキである）。なお、研究材料としてほしがっているのは日本語版のみであり、英語版での目的は臓器の売却である。
ミズキ・タナハラ（Mizuki Tanahara）
黄色い服に白衣でお腹が出気味の褐色肌の男性研究員。45歳。レジーナの忠告する様子がおかしい研究員である。
地下トンネルにいた。発狂して泣き叫んでおり、救助に来た二人に意味不明なことを叫びながら殴りかかるも反撃され、危険を感じすぐさま避難した。イベント中は終始正気を失ったままである（そしてチャックらを攻撃してくる上にある程度攻撃して撃退する必要がある）が、サイコパスではなく要救助者の扱いである。
なお、英語版では逃走する直前に「Don't drink the chemicals（化学薬品を飲むな）」と発言しており、アウトブレイクではなく何らかでの化学薬品接種の影響での発狂の可能性が示唆されている。
ジェリー・サンプソン（Jerry Sampson）
短髪に髭で睨むような目つきとスーツシャツに白衣が特徴の男性研究員。36歳。数少ない終始友好的な人物。
Living Quatersの2Fにおり「究極の兵器」を作りたがっており、助けに来た二人に材料であるレーザーソードとライトニングガン（どちらもコンボ武器）を要求する。その後、二つとも渡すと究極の兵器であるレーザーガンを作成、コンボカードを渡した後に満足して避難する。
ディーン・テンプルトン（Dean Templeton）
短髪で赤いハイネックに白衣が特徴のアジア系男性研究員。32歳。
Living Quatersでうずくまっている。元気が出ないらしく、エナジャイザー（緑のミックスジュース）をくれと懇願し、二人にエナジャイザーを作ってもらい、それを飲んで気分を良くした後に避難した。

## 登場する敵
ゾンビ(Zombie)
生物をゾンビ化させてしまう寄生虫に感染した人間達。本作では『TiR』のイベント用に集められていた大量のゾンビとイベント観戦に来ていた大勢の人々の成れの果て。
何者かの手によってゾンビたちがフォーチュン・シティに解き放たれ、イベント観戦に来ていた大勢の人々がその犠牲となったことでゾンビ化し、シティ内全域がおびただしい数のゾンビで溢れている。
生前の習性を残している者が多く、鉛パイプを持った作業員のゾンビやショットガンを持った警備員のゾンビなどがいる。中にはスロットマシンで遊び続けている個体がいたり、カートや車椅子をひたすら押している個体もいたりと行動パターンは多彩。
基本的な性質は前作と同じで、攻撃方法は引っ掻く、掴みかかって噛み付くといった原始的なものだが、噛み付かれた場合は素早く振り解かないと何度も噛まれてしまい、噛み付いた後更に押し倒してくる時もある。なお、前作のように複数で掴みかかってくることはなく、掴まれた際のレバガチャ（及び反撃スキル）も少ない回数で済むようになったため対処は楽になっている。性別によって耐久力が異なり、女性ゾンビは耐久力が男性に比べて低くなっている。前作と同じく19:00から翌7:00までの夜間から早朝にかけての間は動きが活性化し、耐久力が減る代わりに攻撃頻度が増すようになる。また、ある程度ストーリーが進むと女王蜂が体内に入り込んでいるゾンビが各地に出現するようになる。
『オフ・ザ・レコード』ではシティ内に出現するゾンビの数が増加している。倒れているゾンビが突如襲ってくる事があり、トイレの個室に入っていたり、死角から突然襲い掛かるゾンビが追加された。また、攻撃性が非常に高いプロレスラー姿のゾンビも追加された。
ガスゾンビ(Gas Zombie)
米軍によるフォーチュン・シティ突入後に出現する、フォーチュン・シティの地下から突如発生した謎のガスによって突然変異を引き起こしたゾンビ。
通常のゾンビよりも歩行速度が速い上に耐久力も上昇しており、攻撃に至っては他のゾンビを突き飛ばしてまでこちらに向かってくるほど好戦的になっている他、口から酸のような血を吐き、これを受けると一定時間咳き込んで身動きが取れなくなる。また、噛み付かれるとレバガチャだけでは振り解けず、後に表示されるボタンを一定時間以内に入力出来ないと延々と噛まれ続けてしまう。女王蜂でも殺せない（少しの間動きは止められる）という特徴を持つが、B.F.G（Blast　Frequency Gunの略）という特殊な銃を使用すると一撃で殺す事が出来る。また、長剣などのゾンビを切断する刃物でも簡単に殺せる。
ルーター(Looter)
フォーチュン・シティのロゴがプリントされたグレーのパーカー、赤いスカーフのマスク、リュックサックを身に付けた火事場泥棒の集団。その口調から若者と思われるが実際は不明。
懐中電灯・バール・トマホークなど（『オフ・ザ・レコード』ではコンボ武器の火炎瓶・ハッキングツールが加わる）で武装し、アウトブレイクの混乱に乗じてシティ内の店を物色しては金品を強奪している。
主に宝石店やスポーツ用品店、銃砲店などで商品を物色しているが、チャックを見つけると素早い動きで取り囲み、集団で襲い掛かる。また、追跡はかなりしつこく、エリア移動をしなければ振り切れない。たまに目眩ましにペイントスプレーを使い、これを吹きかけられた際にレバガチャに失敗すると殴られて気絶させられてしまい、衣類・所持品を全て奪われた状態でトイレに放り出されてしまう。倒すと500PP獲得できる。ガスゾンビ出現後は質屋以外で出現しなくなる。
手に入れた盗品は「Looters」と呼ばれる、市内の4か所にある質屋でコンボ武器などとして売り捌いている。商品の中にはゾンブレックスもあるが、購入毎に価格は高騰する。(25000$→50000→$75000→$100000→$200000で最大5本買える。この値段はストーリーをやり直してもリセットされないが、200000$を超えることはない)ただし、ゾンブレックスは前述のとおり最大でも7本しか必要ないが、シティの中に隠されているものが5本、サバイバー救出及びサイドケースクリアで獲得できるものが3本、サイコパスの撃破で獲得できるものも1本あるため、最悪買わなくてもゲームクリアは可能。
『オフ・ザ・レコード』ではフランクを追跡し、レバガチャ中に金銭及び所持しているアイテムを奪って逃走する行動が加わる。また、マップ内に隠されているゾンブレックスが6本に増えている(場所は異なる)が必要となる最大のゾンブレックス及びミッションクリアで獲得できるゾンブレックスの本数は変わらないため、やはり買わなくてもゲームクリアは可能となっている。ただし、初期の値段が50000$になってはいるがストーリーやり直しで値段がリセットされるため多少購入のハードルは低い。(ただし、1プレイで4本しか買えない)
マーセナリー(Mercenary)
CASEを進めることで出現する。TK及びフェノトランス社に雇われたガスマスク、防弾ベスト、ヘルメットを着用した傭兵達。TKの部下は黄色い作業服を着ているが、フェノトランス社の傭兵は青い作業服を着ている。
アサルトライフルと手榴弾で武装しており、正確にチャック目掛けて発砲してくるため、無傷で倒すのが非常に困難で、接近しても銃で殴りかかって攻撃してくる。倒すと1000PP獲得できる上、持っていた銃を必ず落とす。
『オフ・ザ・レコード』では通常の射撃が3発から6発に増えており、火力が上がっている。
『オフ・ザ・レコード』の物語終盤では「エージェントS」ことステイシーが率いるフェノトランス社の保安警察も出現するが、彼らも名称は「マーセナリー」となっている。TKの部下より対ゾンビ戦に特化した重装備で、B.F.Gで武装した者も存在する。倒した時に得られるPPは同じ。
Lab Techs(科学研究員)
サイコパスでゾンブレックスを製造しているフェノトランス社の科学者二名。
戦闘訓練は受けていないためハンドガンの銃撃による攻撃しかしてこないが、連続してダメージを受けやすいために接近するのが困難。また、マーセナリーより耐久力が低いため数回殴られただけで死ぬ。大量のガスゾンビから女王蜂を採集して本社に出荷しようとしていたが、そこへ現れたチャックを不審者と見なして発砲する。B.F.Gで攻撃すると嘔吐して、極めて大きな隙が生じる。
マーク・ブラッドソン（Mark Bradson）
薄毛に面長顔で眼鏡で細身なのが特徴のフェノトランス社の科学者で研究員の一人。52歳。
PCを操作しながらフェノトランス社へ報告をしている時に声をかけたチャックの存在に気付き、チャックを迎撃するも倒される。その後、PCと電話、カードキーを奪われる。戦闘直前にはコーヒーを淹れており、ストーリー中に何故かコーヒーを飲もうとする度に毎回事件が起きて飲めず終いだったチャックは去り際に飲んでいる。
『オフ・ザ・レコード』の場合はフランクが「電話を貸してくれればそれで済んだのに」と倒した後に語る。また彼らの所業をコーヒーの味も含めて「最悪だな」と酷評している。
ピアース・スティーブンス（Pearce Stephens）
薄毛の短髪の細身で大きい鼻が特徴のフェノトランス社の科学者で研究員の一人。49歳。
女王蜂の成熟状況をフェノトランス社に報告するようにマークに伝えており、直後にマークと共にチャックを迎撃するも倒される。
マーセナリー(Mercenary)/サグ(Thugs)
TKの部下である屈強な悪漢軍団。全員が黒ずくめの装束を纏った姿をしている。
『2』では5人で黒人だけだが、『オフ・ザ・レコード』では8人で白人が一人混ざっている。
ヘリで脱出しようとするTKを追う際にホテルのエレベーター前でアサルトライフルを持って出現し、行動パターンは傭兵と全く同じである。
「オフ・ザ・レコード」では序盤にも登場し、TKとブランドンが裏取引を行っているところをフランクに目撃されてしまい、それの口封じの為にと鉛パイプを手に三人がかりでフランクに襲い掛かる。
また、ボスとして立ち塞がる後述の「ヘリコプター」もサグ二名によって運用されている。
ちなみに、「サグ」という呼称が与えられたのは『オフ・ザ・レコードからで、『２』での名称はマーセナリーである。

### サイコ／サイコパス
前作と同様に理性を失った人間（サイコパス）達が各所にボス的な存在として登場する。
なお、『オフ・ザ・レコード』では体力バーがサバイバーより大きく、独特なものになっている。

### メッセージに登場するサイコ
サイドミッションとして登場するが、倒さなくてもストーリーを進められるサイコ達。
テッド&スノーフレイク
テオドール(テッド)・スミス（Theodore“Ted”Smith）
声 - アレックス・ザハラ
薄毛にふくよか体型と黄色の手袋と長靴に気弱そうな顔が特徴の男性。30歳。ユカタンカジノのタイガーショーのベンガルトラの飼育係。
普段から周りの人間達に馬鹿にされてきたことから精神的にに不安定。それゆえに極度の人間不信に陥っており、自分を馬鹿にする人間を嫌う。また、テッドの言動から彼の知能が低く何らかがあるであろうことが示唆されている。
アウトブレイクで発狂した後は唯一の友達であるトラのスノーフレイクに新鮮な肉を与え続けるために生存者を襲うようになる。なお、ゾンビは腐っているし臭くてお腹を壊すという理由で対象外である。
その後はカジノ内に入ってきた主人公を襲ってスノーフレイクの餌にしようとしたところを一時は主人公の説得に応じかけたが、直後に主人公の何気ない「バカな事はやめて」という一言の「バカ」に過剰反応して逆上し、スノーフレイクと共に襲い掛かる。離れていると自動式拳銃を使用し、接近時には頭突きや前蹴りで攻めてくるが、攻撃力が低い上に動きも遅く体力もかなり低い。
最後は最期までスノーフレイクの空腹を心配しつつ、スノーフレイクに自らを餌にするように言いながら息絶えた。
ちなみに激高の際の主人公のセリフは「Nice and slow（ゆっくりでいい）」であり、テッドは「Slow(のろま)」に過剰反応している。
『オフ・ザ・レコード』ではスノーフレイクの体力ゲージの表記がサイコ特有のものになっている反面、テッド自身のそれはサバイバーと同じになっている。
スノーフレイク（Snowflake）
メスのトラで3歳（換算すると18歳）。種類はベンガルトラ。飼育員のテッドとは固い絆があり、ユカタンカジノのショーに出演している。
当初はテッドと共に襲いかかり、最弱クラスなテッドと違って大型肉食獣らしく体力・攻撃力が非常に高く爪やタックルを使用する。
テッドを倒した後にステーキ肉をいくつか(ライフが満タンになるまで＋1枚(但し、ゾンビに気を取られていると食べない)。戦闘において一切ダメージを与えなかった場合は3枚)与えることで懐き、前作に登場したポール・カーソンやクレタス・サムソン、イザベラ・キーズと同様にサバイバーとしてエスコート可能になる（通常の生存者と違い、エリア移動で置き去りにならないという特性を持つ）。『2』ではケイティーへのギフトにもなる。
『オフ・ザ・レコード』では唯一の人間以外のボスである。体力バーがサイコ特有のものになっているが、倒してもPPは貰えない。なお、ステーキを食べている写真を撮るとPPがもらえる。ちなみにテッドとスノーフレークのイントロカットシーンの後、フランクがパニックになって「虎だ！」と叫ぶシーンがある。
シェフ・アントワヌ（Chef Antoine）/アントワヌ・トーマス（Antoine Thomas）
声 - スコット・マクニール
厳つめの顔に濃いグレーの髪と髭にふくよか体型の貫禄のある料理人。40歳。「フランス料理の帝王」を自称している。
料理人としての腕前に絶対的な自信を持っているために雑誌の取材を待ち望んでいたが、アウトブレイクの発生によりチャンスを失ったことで理性を失くし発狂してしまう。その後、フードコートにある自分の店で生存者の女性であるシンダを厨房へ引きずり込んで監禁し、また理性を失ってもなお雑誌の取材を待ち続けているために店を訪れた主人公をグルメライターと勘違いして陽気に歓迎した。すぐにグルメライターではないことに気付くが、料理を食べてもらうなら誰でも良かったらしく、想像を絶する食材（本人曰く「チキンに似た味」とのことであるが、人肉と思われる）を用いた「最高の食事」を振る舞うも主人公がそれを渋ったことで逆上し、自分の料理を無理やり食べさせようと襲い掛かる。
フライパンをメインの武器にしており、フライパンで銃撃による攻撃を防いでしまう他、距離が離れるとフライパンや包丁、皿を投げつけて攻撃し、攻撃を受けて倒れたチャックの口にリンゴを無理やり押し込んでくる。また、体力が減ると店内の至る所に配置されている料理を食べて回復し、弱点らしい弱点を持たないため、ファン及びプレイヤーから「本作最強のサイコパスなのでは？」と言われている。
最後はよろめいた拍子に誤ってフライ料理製造器に左腕を除いた上半身を突っ込んでしまい、自分自身が料理になるという悲惨な最期を遂げる。
『オフ・ザ・レコード』では肩書きが「イタリア料理の帝王」、名前がアントワヌから「アントワン」に変更されている。PP取得ポイントは食事で体力を回復している瞬間。
ランドール(ランディ)・タグマン（Randall“Randy”Tugman）
声 - パットン・オズワルト（John Murphy名義）
黒のウサギのような鼻から下のない被り物マスクに股間に豚の首から上の作り物を付けた見た目も中身も変態な肥満体の男。28歳。
シルバーストリップにある「Swept Away」のオーナー神父の父・エマニュエルに厳しく育てられてきたらしく、その反動で変質者としての素質が覚醒しアウトブレイクの混乱に乗じて秘めていた性癖を露わにした。ピンク色の巨大チェーンソーで武装し、生存者の女性であるダニーを捕まえて神父のエマニュエルを拘束して無理やり結婚式を開こうとしていた。しかしそこへやってきた主人公に神父が助けを求めたために振り返った際に持っているチェーンソーに当たって神父は死亡、更には結婚式を台無しにされたことで怒りを露にして襲い掛かる。
肥満体の巨体でありながらも動きが早く、ピンクの巨大チェーンソーを振りかざして執拗に突進し続ける。反面、その巨体故に手すりなどを飛び越える事はできず、持久力もないためしばらく走るとバテて息切れを起こす。
最後は仰向けに倒れ、自分が殺した別の花嫁候補がゾンビ化したものに襲われ喰い殺されるという皮肉な形で死亡する（その際にクラッカーが鳴り、またその姿はチャックに「誓いの口付け」と比喩された（『オフ・ザ・レコード』のフランクの場合は「誓いのひと噛みを」になっている）。なお、食われている際に笑い声が聞こえるため、ランディがマゾヒストであろうことが示唆されている。
PP取得ポイントはチェーンソーを腰に当てグラインドさせている瞬間、『オフ・ザ・レコード』ではランディの死体を写真に撮ると2種類のPPが手に入る。倒した後、彼が持っていたチェーンソーが武器として使える様になる（耐久力や攻撃範囲が通常のチェーンソーより高性能）。
なお、日本語版での「父さん」などのセリフは英語で神父のことを指す"Father"の誤訳であり、実際は親子関係にないという説があるが、英語のサイトでも「家族を殺した唯一のサイコパス」と表記されている他、実際にファミリーネームも同じであるなど家族関係を示す情報もあり、真相は不明である。
レオン・ベル（Leon Bell）
声 - ベン・コットン
凛々しい顔立ちに抹茶色のレーサー服の男性で28歳。『テラー・イズ・リアリティー』におけるチャックのライバル選手。
かつてはモトクロスのチャンピオンだったチャックに憧れていたが、現在のチャックには幻滅しており、オープニング時のTiRイベント開始前のムービーにも登場した際はチャックがゾンビによって妻を失ったことを嘲笑っていた。
自分こそがナンバーワンだと証明するためにプラチナストリップのアリーナ前でチャックに勝負を挑むが、その際にチャックをその気にさせるために助けを求めていた生存者のCarlosを「ゾンビの2倍」のポイントが入る的と見立てて殺害し、直後にチャックに襲い掛かる。
チェーンソーを付け改造した『スライシクルズ』用のバイクに乗っており、高速でチャック目掛けて突っ込んでくる。遠距離攻撃は持たず、突進する場所によっては地形にハマって動けなくなることもある。
最後は重傷を負った後も自分の負けを認められず、自身のトレーラーに一時退避した後でガソリンが漏れた状態のバイクに再び乗り込んで尚もチャックと戦おうとするが、その際にバイクに付けたチェーンソーの刃先がガソリンの漏れた地面に当たってそこから出た火花により発火、火が燃え上がりバイクごと全身火達磨となりながらもチャックを嘲笑い「自分こそがナンバーワンである」と狂ったように豪語し続けながら焼死した。
Tape it or Dieブログのウォレス・ハーツォーグは、レオンは「薬物スキャンダルで知られている」と語っている。
『オフ・ザ・レコード』では代理としてチャックがサイコパスとして登場するため、レオン自身は登場しない（登場人物のチャック・グリーンを参照）。
ブレント・エルンスト（Brent Ernst）/スラッピー(Slappy)
声 - ブラッド・スウェイル
眼鏡のスーツアクターのバイトの男性で18歳。フォーチュン・シティのマスコットキャラクター「スラッピー」の中の人。
スラッピーの恋人キャラクター「スージー」の“中の女性”であるLouiseと初めてのデートをする約束をしていたが、今回のアウトブレイクにより彼女が死亡したために失意に暮れ発狂しサイコパス化。その後、チャックがアウトブレイク事件の犯人であるという報道を見たことでチャックを事件の犯人だと信じこみ、全てをダメにしたチャックを憎み復讐のために着ぐるみを着たままパリセーズモールを徘徊するようになる。
おもちゃの銃を改造して作った火炎放射器（Flame thrower）と火炎弾（Fire SPitter）（いずれもコンボ武器）で武装しており、走り回りながら火炎放射を行ったり、立ち止まって火炎弾を発射する。ローラースケートを履いていることから見た目に似合わずに動きが早く攻撃を当てづらいが、物をぶつけられたり、ジャンプキックを受けると転倒するという弱点がある。なお、回転しながら火炎放射器の炎を吹かせている瞬間がPP取得ポイントになる。
最期は愛するスージーの遺体の傍で彼女に愛を告げて（『オフ・ザ・レコード』では自分も壊れたと告げて）一度力尽きた後に突然起き上がり「よい子のみんな　来週もお楽しみにね!」（英語版では「Don't worry, kids! Slappy will live forever!（心配しないでね、みんな！スラッピーはずっと生きているからね！）」）と絶叫して完全に息絶えた。
戦闘終了後、フレイムスロアーのコンボカードを入手することが出来る。
『オフ・ザ・レコード』ではサイコパス度が増して精神が「スラッピー」になりきってしまっており、自分とスージーを「本物のオモチャ」だと思い込んでいる。彼女である「スージー」の亡骸を近くに置いているため、フランクに既に死亡したスージーを「直してほしい」と頼んでくるが、断られると今度はフランクがゾンビに彼女を壊させた（殺害させた）と思い込んで襲い掛かる。
『3』ではスラッピーの名を冠した遊び場およびレストランと、スラッピーの頭を乗せたパーティーバンおよび清掃車とのコンボ車両パーティスラッパーが登場する。
カール・シュリフ（Carl Schliff）
声 - サムエル・ビンセント
眼鏡と髭に青い帽子に水色の半袖の郵便配達員。32歳。
ゾンビが徘徊するような状況になってもなお配達業務を続けており（本人曰く「雨の日もゾンビの日も荷物がある限り配達する」とのことである）、ロイヤルフラッシュプラザを電動カートで回り続けているが、何よりも誇りに思っている連続配達達成記録がアウトブレイクのせいで破綻して発狂してしまい、（彼曰く）配達サービスの規律を乱したチャックを憎んでいる。
上記のブレントと同様に今回のアウトブレイクの犯人がチャックであると信じており、配達業務中に声をかけて来たチャックに代理で荷物の受け取りを頼んだが、その相手がチャック本人であることに気付く。その後は「特別な配達物」である時限爆弾を渡してその場から逃げようとしたが、チャックに投げ返されて郵便カートを破壊されたことで激昂し、近くに置き捨てられていたショットガンを手にして襲い掛かる。
近距離では殴打か爆弾、遠距離ではショットガンを打って攻撃してくる。爆弾はスピードが速く、ある程度主人公のレベルが上がっていないと回避困難である。
最後は最初に渡そうとしていた配達物（ゾンブレックス）を受け取ってもらい、瀕死の状態で配達記録を付けて最後は「特急便」（主人公に渡そうとしたものと同じ時限爆弾）で自爆し跡形も無くなった。
なお、配達物のゾンブレックスは自動で手に入るわけではなく、落ちているものを拾得する必要がある。
Tape It Or Dieのブロガーであるウォレス・ハーツォークは、フォーチュン・シティのアウトブレイク中にカールに会っているようで、父が郵便配達員を最も尊敬する職業の一つに挙げた意味が分かったとのこと。
『オフ・ザ・レコード』ではフランクに代理の荷物受け取りを頼んだものの、フランクの宅配資料のサインから『受取人を偽った不正者』と認識し、時限爆弾を渡して上記の通りになった後にフランクを「郵便制度への不正を犯した者＝国家への反逆者」と見なして襲い掛かる。最後に自爆した後、何故かカールの靴だけが残っている。ちなみに靴は撮影するとPPが手に入る。なお、爆破前の死体の撮影でもPPが手に入る。
ちなみに声を当てたサムエル・ビンセントの実弟のゲイブ・コースはエヴァン・マッキンタイアや下記の市民軍の一人であるジョニー・ジェームスの声優で、兄弟そろって今作のデッドライジングに関わっている。
市民軍（Militia Men）
歪んだ愛国心による危険思想を抱いた市民軍の白人四人組。
マップ上には一度に2人までしか登場せず、最初にビッグ・アールとジョニーが出現し、一人倒すとデリック、さらにもう一人倒すとディーツが出現する。
自分達以外は全て敵だと思い込んでおり、国を守るためと称して仲間と共にフォーチュンパークが見渡せる建物の屋上に陣取ってスナイパーライフルでゾンビや生存者問わずに狙撃している。PP取得ポイントは狙撃成功後に喜んでいる瞬間。
主人公と戦うも敗死する（彼らを倒してもイベントムービーは無いが、倒すと必ずスナイパーライフルを落とす）。
ディーツ・ハートマン（Deetz Hartman）
声 - アラン・マリオット
市民軍の一人で、かなり薄い茶色の髪に白髭の男。50歳。帽子と赤スカーフをしている。
遠距離ではスナイパーライフル、近距離ではボウイナイフによる攻撃を仕掛けてくる。
ディーツの名前はHartmanだが、服にはHartmannと書かれている。
デリック・ダガン（Derrick Duggan）
声 - ダグ・エイブラハムズ
ディーツと同じく市民軍の一人で、厳つめ髭面の太った男。30歳。ディーツ同様に帽子と赤スカーフをしている。
武器はスナイパーライフルとマチェット。素早く繰り出されるマチェットの攻撃は強い。
デリックのオーバーオールのストラップは黄色だが、ノートでは片方が黄色でもう片方が緑色となっている。
ビッグ・アール（Big Earl）/アール・フラハティー（Earl Flaherty）
声 - スコット・マクニール
市民軍の一人でスキンヘッドで口と顎に髭を蓄えた男。32歳。上記二人と違い帽子やスカーフはしていないがトラ柄のシャツが目立つ。
他の三人とは違い、建物の屋根に陣取っている。武器はスナイパーライフルとマチェット。
ちなみに、アールが主人公を倒すとロード画面が表示されるまで繰り返しマチェットを刺し続ける猟奇的かつ狂気的な状態になる。
ジョニー・ジェームズ（Johnny James）
声 - ゲイブ・コース
市民軍の一人で後ろ毛の長いソフトモヒカン風の髪形と薄めの無精髭、素肌の上に防弾チョッキ、左腕にタトゥーが特徴の男。22歳。
武器はスナイパーライフルとボウイナイフで、ジョニーはどちらも威力が高く、ナイフ攻撃も素早いため注意が必要。
ちなみに、帽子はないがよく見ると腕に赤いスカーフを巻いている。ジョニーは年齢的にも一番下だからなのか、イベントムービー中に一言も喋らない事と倒した後に一人だけうつぶせに倒れることも特徴といえる。
シーモア・レディング（Seymour Redding）
声 - ジェイソン・シンプソン
白いウエスタン衣装に身を包んだ保安官のような恰好の厳つめの髭面をしたコスプレ警備員。35歳。
アウトブレイク発生後のフォーチュン・シティを牛耳ろうとしており、サウスプラザで生存者を絞首台に見立てた高台に上らせて次々と“刑”を執行（少なくとも既に3人は処刑している）し、尊大な態度を取っていた。
それを見かねて話し合いを求める主人公の声に一切耳を貸そうとはせず、食料欲しさに入り込んだ生存者のジャスティンを「不法侵入」したとして捕らえて面白半分に蹴り落として絞首刑にした後に主人公に襲い掛かる。
警棒とリボルバーによる攻撃を主体としており、中距離では投げ縄による攻撃で主人公を捕らえたりする等、攻撃は多彩。また、銃などの遠距離武器で応戦しようとするとリボルバーによる狙撃で弾き落とされ強制武装解除されてしまう（サバイバーが持っている銃器も対象となる）。なお、投げ縄の開始時と終了時に撮影チャンスがある。
最後は梯子を上って高台へ逃げようとするが足を滑らせた際にスイッチを踏んで真下の電動鋸を起動させ、そのまま誤って転落し先程起動させてしまった電動鋸に背中からダイブすることになり、そのまま腹を裂かれて死亡する。
倒した後、レイと合流でき、彼が居た所にはリボルバーのシックス・シューターが置かれていて、エリアチェンジする度に何度でも入手できる。このリボルバーは通常の拳銃より装弾数･威力共に上である（『オフ・ザ・レコード』では同じリボルバーが貸金庫から入手可能）。
日本ではサイドケース名が「保安官の凶行」だが、海外では保安官を演じたことにちなんで「What Would John Wayne Do?」の頭文字をとり「WWJWD?」という名前になっている。
ビビ・ラブ（Bibi Love）
声 - パトリシア・ドレイク
茶色のデカく盛られた髪で露出度の高いボンデージファッションに身を包み一目でわかる厚塗りの化粧で若作りをしている歌手。45歳。ビビは唯一歌声が聞ける歌手キャラでもある。
かつて一世を風靡したが今や落ち目で、過去の栄光に縋っていかなる手段を用いてでもスターの座に返り咲こうとしており、そのために若作りをしているが、年齢のせいか腹周りの肉もたるんでいる。
再起を期した「カムバックツアー」が注目されなかったことに腹を立ててスロットランチカジノの舞台で自身のマネージャーであるキャメロンと助手のアリソン、ファッションデザイナーのフアンらをワイヤーで爆弾に縛り付けてコンサートを開こうとしており、そこへやってきた主人公を新しいクルーだと思い込んでコンサートを開くために何かとチャックに注文を付ける（発狂からか彼女には生身の人間とゾンビの見分けが付かなくなっている事がわかる）。
他のサイコパスとは異なって直接戦闘をするわけではなく、オーダーや指示に従いつつも立ち回っていくことになるが、攻撃によって一定量のダメージを与えると、生存者三人を道連れに自爆してしまう。
ステージが終わると恍惚の表情でゾンビの群がる中へ自らダイブするという命知らずな事を仕出かすが、直後に正気を取り戻してようやくゾンビをゾンビだと認識し、窮地に陥ったところを主人公に救助され、彼女自身も生存者としてエスコート出来るようになる。
『オフ・ザ・レコード』ではセーフハウスに到着後、賞金として100ドルくれる。 『ケースウエスト』では所長室のマリアン・マロンの暖炉の上にビビの肖像画が掛けられている。サンドボックスモードでは直接襲ってくるが、サイコパスではなく普通の生存者と同様の扱いなので体力は低い。
『デッドライジング2』では彼女がつけているネックレスがノートに描かれているものとは違う状態になっており、『オフ・ザ・レコード』で修正されていたりする。
またビビは『デッドライジング3』のニュースのテロップでフォーチュン・シティの惨状を回想しているが、アダム・デイリーという生存者がビビの髪型と服装をして登場する。
Magicians(マジシャンたち)
リード・ウォールベック（Reed Wallbeck）
声 - アレッサンドロ・ジュリアーニ
くせ毛のマッシュ風味の髪形に濃い胸毛が特徴の少しゴツイが精悍な顔つきの33歳。 ロジャーと組む売れないマジシャン。
失敗続きながらもアウトブレイク発生前まではアトランティカカジノのマジックシアターにてロジャーとコンビでマジックショーを行っていたためにフォーチュン・シティ内にはポスターや広告を至る所で確認することが出来る。
アウトブレイクを自分達のチャンスだとして混乱の最中にアトランティカカジノで密かにマジックの練習を行っており、捕えた生存者をマジックの練習台として拘束し、タネの無い人体切断マジックを試みては殺していた（マジックに失敗し、生存者の女性であるマディソンを殺害した際は「またかよ」と言っている）が、現場を目撃した「素人」のチャックに人殺し（同じく「素人」のフランクからは「どこがマジックだ」）と非難されたことで激昂し、「消失マジック」と称して襲い掛かる。
ロケット花火ランチャー（コンボ武器）を武器にしており、発射されたロケット花火に当たると怯んで持っている物を落としてしまうが、接近戦ではランチャーを振り回したり、脇に抱えて突進を行う。
主人公に敗れると相棒であるロジャーと運命を共にする決意をするも、当のロジャーからは自分の行いのせいでずっと恨まれていたため、今までの復讐として短剣で滅多刺しにされ止めを刺されるという自業自得の最期を遂げた。
なお、リードも逆にロケット花火でロジャーを殺すことができる。その場合、ロジャーは手帳には「死亡」ではなく「所在不明」と記される。
ロジャー・ウィザース（Roger Withers）
声 - マット・リー
オールバックに二本の前髪とぱっちり目に太い口ひげをした胸毛は薄めの背の低い35歳。リードとコンビを組む、売れないマジシャン。
内気な性格ゆえかリードと息が合わず、マジックに失敗する度に文句を言われている。リードが原因なのか本人の性格か無口で、リードが代わりに話している。主人公に襲い掛かるのも半ばリードに従う形である。
マジシャンソードという小剣を二刀流で持っており、逃げ回りつつも攻撃してくる（武器の性質上でリードよりも素早い）。リードのロケット花火に当たると動きを止め、その際に攻撃を当てると大きなダメージを与えられる。ちなみに小剣を重ねながら音を立てている瞬間と、両手を上げてジャンプした瞬間はPP取得ポイント。
内心では自分を罵倒しこき使うリードのことを殺したいほどに恨んでいたため、主人公に敗れると今までの恨みを込めて瀕死のリードを短剣で滅多刺しにして刺殺し「ずっとこうしたいと思っていた」と言い残し、復讐を果たせた嬉しさから安らかな笑顔を浮かべて息絶える（ちなみに、ロジャーはこのシーンだけ喋る）。
カットシーンの最後はロジャーの目は閉まっているのだが、二人を倒した後のローディング画面では何故かロジャーの目が開いており、しかもリードを見ている。

### 『オフ・ザ・レコード』で追加されたサイコ
サイコチャック（Psycho Chuck）/チャック・グリーン（Chuck Greene）
言わずと知れた『２』の主人公。『オフ・ザ・レコード』のストーリーモード本編ではサイコパスとしても登場する。
髪はボサボサ目は充血し髭も濃いと一目でわかる程やつれた顔をしており、背中にはケイティーの服を着せた赤ちゃん人形をダクトテープでくっつけているという異様な姿をしている。
ケイティーが死亡したショックでTiRをやめて（オフ・ザ・レコードでのノートブックではTiRの元挑戦者とある）サイコパスとなり、アルコール依存症なのかウイスキーを頻繁に飲んでいる。ケイティーに見立てた人形を背負ってゾンブレックスを探しシティ中央の広場を徘徊していた。
最初はフランクを常人とみなして安心そうに認識していたが、歩き去ろうとするところでフランクが引き留めるため思わずケイティー人形の足を掴んでしまい、誤解によってフランクに襲い掛かる事になる。
戦法は本編に登場したレオンと同じくチェーンソー付きバイク「スライシクル」による突進がメインだが、こちらは遠距離からコンボ武器のモロトフを使って攻撃してくる他、地形にスタックした際に火炎瓶を付近に叩きつけて攻撃する切り返し手段とウィスキーを飲んで体力を回復する行動が追加されているためレオンの上位互換的存在となっている。なお、ウイスキーでの回復は攻撃で中断でき、こちらの回復に使うことも可能。
フランクに敗れるとバイクから転倒し、首が取れたケイティー人形を抱き抱え「ずっとケイティーを守り続ける」と呟きながら息を引き取るが、フランクが振り向くと姿が忽然と消えている（この真相は不明だが、ノートブックでは「死亡」扱いとなっている）。
スティルトクラウン（Stilt Clown）/エヴァン・マッキンタイア（Evan Macintyre）
声 - ゲイブ・コース
『オフ・ザ・レコード』のみに登場するサイコパス。
骨由来の小人症と思われる青系ピエロ姿のふくよか体系の男性。35歳。ピエロの見た目や苗字からわかる通り、前作に登場したアダム・マッキンタイアの弟で兄同様に子供とアイスクリームが大好き。
一見するとアダムと同じぐらいの身長に見えるが、ズボンは非常に厚底になっていて靴には着脱式の竹馬が装着されている。
クラウンである自身を模したデザインのアイスクリーム販売車に乗りアイスクリームを売っていた。竹馬に乗って登場し、フランクにもアイスクリームを振る舞おうとするが、風に舞ってちょうど目の前を通り過ぎたフランクの写真で相手が兄を殺した張本人だと気づき激昂、殺された兄の復讐のためにフランクに襲い掛かる。
竹馬に乗った状態では冷凍ガスの手榴弾やスノーボールキャノン（コンボ武器）でこちらの動きを制限し、竹馬で踏みつけたり、蹴り飛ばしたりする。ある程度ダメージを与えると竹馬から落ちた状態となり、動きが機敏になりタックルを仕掛けてくる。なお、高笑いを浮かべながらスノーボールキャノンを上向きに発射した瞬間はPP取得ポイントとなる。
最後はせめて一矢報いようとアイスクリーム販売車の荷台に乗せていた冷凍ガスの手榴弾を取ろうとして暴れ、衝撃で落下してきた手榴弾が顔面に直撃して顔から凍結、最後は氷像と化してしまい凍死、直後にフランクに蹴り倒されて砕け散った。
撃破すると冷凍銃が手に入り、バイクのキーと改造が解禁され、「Molotov」のコンボカードを入手できる。
ちなみに、兄のアダムとエヴァンはメイクの色が赤系青系から始まり、アダムは長身でエヴァンは小人の様に小さい、武器もアダムは炎でエヴァンが氷、アダムはフランクを「じいちゃん」と呼びエヴァンはフランクを「若造」と呼ぶなど色々反対だったりする。
サンドボックスモードには登場しない。

### Caseに登場するサイコ
ストーリーを進めるには必ず倒さなくてはならないサイコ達。
ブランドン・ウィテカー（Brandon Whittaker）
声 - ブラッド・ドライボロー
『2』ではサイドケースにのみ登場するが、『オフ・ザ・レコード』では主要キャラクターであるためにメインケースで必ず対峙することになるサイコパス。
『オフ・ザ・レコード』ではタイロン・キングに騙されていたとはいえアウトブレイクを起こした実行犯である。
首ぐらいの長さの真ん中分けドレッドヘアと地味な色味の服装で返り血を浴びている男性。22歳。
ステイシーも所属する『CURE』のメンバー。思想が偏っているようで「ゾンビの自由と解放」という思想に耽っており、今回のアウトブレイクの犯人とされるチャックを英雄視している。CUREの仲間たちが自分たちが守ろうとしている生き物に生きたまま食べられているのを見てトラウマから発狂しサイコパスと化した。アメリカーナカジノのトイレで生存者の女性であるビッキーを拘束し、チャックに成り代わってその教えを広めようとしており、その生贄としてビッキーをゾンビに襲わせようとしたが、チャックに止められたことでチャックに自分の目的をやり遂げる勇気がないと悟って襲い掛かる。
ガラス片を武器にしており、切り刻んで攻撃してきたりする他、トイレの個室に逃げ込んでそこから奇襲をかける攻撃も仕掛けてくる。ガラス片で自分の首を掻っ切る挑発を行っている瞬間はPP取得ポイントとなる。
最後はトイレの個室に逃げ込むものの、自分が襲わせようと用意していたゾンビに逆に噛まれ、最後はゾンビになることに絶望しながらも自分がゾンビにならないように、ガラス片で自分の首を今回は挑発ではなく本当にかき切って自ら命を絶った。
『オフ・ザ・レコード』では主要キャラクターの一人に昇格しており、ステイシー曰く『CUREに入会したばかりの新人』である。
TKとの裏取引をして爆発させ事件を起こし、再登場時はさすがにこうなるとは予想していなかったと発言するも、直後にその有様を肯定して一方的に捲し立てた後にビッキーをガラス片で殺害し、襲い掛かる。
『2』より耐久力が減った代わりに動きが早くなり、更にはトイレの個室に逃げ込んだ後に身代わりのゾンビを送り出すという新戦法を繰り出すようになる。死に方は『2』と同じ。
余談だが『2』と『オフ・ザ・レコード』での日本語字幕における一人称が変わっている（『2』が「俺」で、『オフ・ザ・レコード』が「僕」）。また、版権の問題で『2』で戦闘時に流れていたBGMが『オフ・ザ・レコード』では変更されている。
ちなみにチャックが火炎放射器を彼に使うとブランドンはパニックになって叫び、ときどき「燃やしてやる！」と発言するため、火に何らかのトラウマがあろうことが示唆されている。
アンバー&クリスタル・ベイリー（Amber & Crystal Bailey）/ツインズ（Twins）
声 - （アンバー）ヘザー・ドークセン、（クリスタル）ララ・ギルクリスト
双子（恐らく一卵性）の美しい姉妹。25歳。『TiR』のホステスとして常にTKの傍らにいる、レベッカの情報提供者の正体。
見分け方は金髪右分けでゴールドのドレスなのがアンバー、黒髪左分けでシルバーグレーのドレスなのがクリスタル。
主人公（チャックかフランク）を男としての魅力に欠けていると見なして馬鹿にしている。物語中盤にはTKを追う主人公の前に立ちはだかり、高級クラブでレベッカを人質にして襲い掛かる。
使用武器は固有のカタナソードで、二段斬りやスライディング斬りを使いこなす。剣のみならずサマーソルトキックも繰り出し、何度か喰らってしまうと立ち上がれなくなった主人公の股間をヒールで踏みつけてくる。また、結構動き回るため主人公のスピードが成長していないと追いかけるのが大変。
ヒット・アンド・アウェイの攻撃を仕掛けてくる強敵。腰をくねらせて挑発する瞬間はPP取得ポイント。
戦闘はどちらか片方を倒すだけで終了する。片割れを倒すと残された方は相方を殺された事で「私の…半身が…」と絶望し、主人公に「あなたはこの街で滅ぶのよ」と悪罵を吐き捨てた後に「私たちはずっと一緒」と言い残して腹部を刺し自害する（どちらを倒しても喋るキャラが変わるだけで、セリフは変わらない）。
フォーチュン・シティ・ワールド・ニュース誌の表紙では、アンバー＆クリスタルは「ゴールド・ツイン」と呼ばれており、「1日3食！」というキャッチフレーズがある。
ヘリコプター（Helicopter）
TKが搭乗した逃走用に用意していたヘリコプター。
TKの部下の一人がヘリを運転し、もう一人が備え付けられたミニガンで銃撃する。TK自身は何もしない。
主人公によってクレーンに固定されてしまったために行動範囲が限られているが、機体を主人公にぶつける攻撃も行う。搭乗しているサグに直接銃撃してもダメージを与えられないが、プロペラにアイテムをぶつけることでダメージを与えられる。ちなみに、おもちゃの銃は銃火器判定が無く投擲と同様のダメージを連続して与えられる。
最期はその場にあったものをメインローターに投げつけられ撃墜される。
ヘリコプターの乗員（Helicopter Crew）
どちらも本名や公式な呼び方は不明。肝心のTKは戦闘中には何もしなかったがヘリの爆発からは生き延びた模様。
TKのボディーガード（T.K.‘s Bodyguard）
黒いスーツとサングラスを身に付けた黒人男性。ムービー中に度々登場する。
ヘリコプターに備え付けられたミニガンの射手を担当。
ヘリコプターのパイロット（T.K.‘s Helicopter Pilot）
ヘリコプターを運転する傭兵。見た目はサグの使いまわしである。
なお、セリフは皆無な上、実は戦闘中はサイモン・ボストウィックのモデルに差し替えられている、雑な扱いのキャラ。
サージェント・ボイキン(Sgt. Boykin)/ドワイト・ボイキン（Dwight Boykin）
声 - ポール・ドブソン
スキンヘッドで強面、両腕にタトゥーがあるという厳つい出で立ちの軍人。階級は軍曹。35歳。対ゾンビの専門部隊AZU(Anti Zombie Units)の隊長。
冷静沈着かつ任務に忠実で部下からも信頼されている優秀な人物で、戦闘中を見るに理想の上官であった様子がうかがえる。
アウトブレイク発生から3日後の9月28日午前9時にフォーチュン・シティへ生存者救助のために国家警備隊から派遣された。フォーチュン・シティ到着後は最初は普通のゾンビを撃退するなどの優位だったが、ゾンビが突然変異しガスゾンビとなって襲撃という予想外の展開で小隊が全滅したことにより正気を失う。その後、生存者や死者・ゾンビとの区別が付かなくなっており、部隊の掃討作戦の取材をしていたレベッカを拉致（ボイキン自身は保護しているつもりでいる）し、地下駐車場で部下の死体に話しかけながらもゾンビに応戦している姿が見られ、また動くものが全てゾンビだと思い込んで助けに来た主人公にも銃を向けて襲い掛かる。
LМGと手榴弾による攻撃がメインだが、肉弾戦も強力で、距離が近いと蹴りや銃による殴打でダウンさせて倒れた主人公目掛けて銃撃を行った上で弱った主人公を軽々と投げ飛ばしてしまう。ダウンした主人公への追い打ちと、立ち止まって銃を乱射する行動はPP取得ポイント。
なお、戦闘中にボイキンは部下と協力して戦っているつもりで指示を下すだけでなく「良くやった」などの励ましをかける様子もある。
主人公に敗れると最後まで主人公をゾンビだと思い込んだままで、噛まれてゾンビになることを恐れて持っていた手榴弾で自爆する形で自ら命を絶った。
『オフ・ザ・レコード』ではカールの時と同じくなぜか靴だけが残る謎現象が起きるほか、撮影すると撮影するとBRUTALITY判定になる。また、CASE開始前の薬局にいるデニスにボイキンを攻撃させるという実績もある。
レイモンド(レイ)・サリバン（Raymond“Ray”Sullivan）
『2』ではセーフハウスの管理人として潜入していたフェノトランス社の工作員で今回の事件を引き起こした黒幕。
チャックが事件の証拠を掴むと遂にその正体を現してレベッカを射殺し、全てのデータを持ってフォーチュン・シティから逃走を図るが、後を追って来たチャックに追いつかれたことでユカタンカジノの屋上で対峙する。
戦闘では距離が離れていると正確な銃撃を行い、サリバン本人がいる足場に上がると素早い動きで的確な回避行動を取る他、体術を得意としており、こちらが武器で攻撃しようとすると当て身のように捌いてしまうが、発煙筒で目印を付けて上空から攻撃機による援護射撃もさせる。また、アクション中は無敵。一部の体術を食らうと大ダメージを受けたうえ、腹を抱えてその場にうずくまり、隙を見せる。
最後は上空からの支援砲火によって出来た隙に乗じて逃走に成功し掛けるもチャックに足場と繋がっている命綱に繋がれ、自分を回収しに来た仲間の航空機に上半身と下半身に切断され死亡した。
『オフ・ザ・レコード』では、事件の黒幕としての役割はステイシーが担っており、敵キャラクターとしては登場しない。
エージェントS（Agent S）／ステイシー・フォーサイス（Stacy Forsythe）
正体はフェノトランス社のエージェントであり『オフ・ザ・レコード』における黒幕。25歳。
『オフ・ザ・レコード』ではブランドンがアウトブレイクを起こしたためにサリバンから嫌疑をかけられ、真相究明のためにフランクに協力する。その後はレベッカとサリバンを撃って逃走し、フェノトランス社の保安警察を呼び寄せてクイーンの回収を指揮するが、追って来たフランクによって部隊を壊滅させられ、ウラヌスゾーンにあるマニピュレーターやミサイルを搭載するアトラクションに偽装されていた巨大ロボに搭乗し、サリバンの代わりに本編のラストボスとして立ち塞がる。
戦いが三段階に分かれており、第一や第二段階ではマニピュレーターやミサイル、第三段階では火炎放射や格闘などで攻撃してくる。最初は白兵戦で圧倒され搭乗席から転落しかけるが、勝ったと思いフランクが油断した隙にカメラを掴んで逆に転落させ、落下のダメージから回復していない彼を拳で滅多打ちにして逆に勝ち誇るが、本社に連絡を取っている最中に脚部が壊れてロボット倒れ込み、頭から下敷きとなって死亡した（フランクは咄嗟に回避した）。
顔立ちが変更されていたり、ポニーテールはカツラで実際には短髪になっていたりと最早全くの別人である。
TK/タイロン・キング（Tyrone"TK"King）
OVERTIMEのラストボスであり、本作最後のサイコ。TIRのホスト兼プロデューサー。35歳。
OVERTIMEではプレイヤーが無実を証明して生存者らを脱出させている間にケイティーとステイシーを拉致し、アリーナにて「最後のショー」と称して公開処刑を執り行おうとする。その後、チャック／フランクにいくつかの品物をアリーナに持ってくるように要求し、品物を持ってきたチャック／フランクを気絶させて全てのアイテムを奪う。
戦闘では特製マイクで殴打したり、猛突進からの高速タックルを仕掛けてくる。また、主人公が台の上に登るとマシンガンで銃撃してくる。主人公が特定のエリアに入ると火花が吹き出る演出装置を起動して攻撃もしてくる。
さらに、この戦闘中は吊るされたケイティーとステイシーが徐々に降下していき、ケイティーとステイシーが降下しきるとゾンビに食われて死に、ゲームオーバーになる。
最後はケイティーとステイシー／レベッカを助けようとしたチャック／フランクの隙を突いてアリーナに落とそうとするが、逆に投げ落とされる。その後の生死は不明。
『２』ではチャックをロープで縛って処刑を行おうとするが、チャックが体勢を立て直したために襲い掛かる。
『オフ・ザ・レコード』では拉致されるのがレベッカになる。気絶させたフランクをリングに放置し、レスラーゾンビとガスゾンビの大群に襲わせるが、レベッカの手助けでフランクが足場に登ってきたために襲いかかる。放置していると負傷しているレベッカの容態が悪化していき、出血多量で死亡しゲームオーバーになる。

## マップ
FORTUNE CITY（フォーチュンシティ）
ネバダ州内に位置するリゾート施設。カジノやショッピングモールが数多くあり、地下には地下鉄路線も存在する。9月25日夜にテラー・イズ・リアリティがアリーナで行われており、何者かによりゾンビの檻が爆破されたことから市内全域でアウトブレイクが発生した。ラスベガスがモチーフとなっており、「シティ」の名を冠しているが厳密には行政区ではなく一つの施設である。
SAFE HOUSE（セーフハウス）
作中において主な拠点となる避難所。サリバンが政府からの依頼で管理している。チャックがエスコートした生存者たちはここに連れていくことで救助成功となる。内部には市内各所を映すモニタールームや食堂、治療室、居住区画などが完備されている。ロイヤルフラッシュプラザとプラチナストリップに繋がっているが、後者の出入り口は作品冒頭で完全に封鎖されるためロイヤルフラッシュプラザからしかたどり着けない。
FORTUNE CITY ARENA（アリーナ）
市の南西に位置する『TiR』の開催場所。ホールは観客と思しきゾンビで溢れている。ホールには2件のグッズショップがあるほか、セキュリティルーム、控え室にも繋がっている。
アメリカーナカジノ、サウスプラザ、プラチナストリップと直結しているが、一部の通路はCASEを進めないと開かない。『オフ・ザ・レコード』では『TiR』でも用いられていた攻撃性の増したレスラー風のゾンビが多数徘徊している他、中央に大きなステージが設置されている。
ROYAL FLUSH PLAZA（ロイヤルフラッシュプラザ）
セーフハウスから出て最初に入れるマップ。もっとも大きなエリアで、様々な店が立ち並んでいる。一部の地帯は2階建てになっている。
ショッピングモールのため、銃器以外はほぼ何でも手に入る。中央の通路にはサイコロを使ったステージやカフェ、本屋があり、最南端には車が展示されている。2階には盗人の質屋がある。
SOUTH PLAZA（サウスプラザ）
工事中のエリア。工事中のため店舗は一軒もない。
作業員姿のゾンビが多く見られる他、つるはしやチェーンソーといった工具系の武器が豊富に落ちている。ただ、店舗がないためそれ以外のものはほとんど入手できない。フォーチュンシティホテルとアリーナ、『オフ・ザ・レコード』では点検用通路でウラヌスゾーンに繋がっている。
PALISADES MALL（パリセーズモール）
アトランティカカジノとユカタンカジノの間に位置する2階建てショッピングモール。1階中央には特設のプールやバーがある。
1階には刃物店「Shank's」、2階に市内で唯一の銃砲店「High-Noon Shooting Range」が存在するため、ロイヤルフラッシュプラザ以上に多くの物が手に入る反面、セーフハウスから遠いという欠点がある。しかしリネットを救出するとロイヤルフラッシュプラザと直通の隠し通路を教えてもらえる。2階には盗人の質屋もある。
FORTUNE CITY HOTEL（フォーチュンシティホテル）
フォーチュンパークに面している市内唯一の宿泊施設。サウスプラザとは同じエリアのため、ロードなしで行き来できる。
ある程度CASEが進行するとエレベーターで屋上に行けるようになるが、そこ以外のフロアには行けないため探索できるのは1階の受付と屋上のみである。
YUCATAN CASINO（ユカタンカジノ）
市の北東に位置するカジノ。フードコート、パリセーズモール、シルバーストリップと繋がっている。
ユカタン半島がモチーフになっており、ショーステージではベンガルトラのショーが行われていた。二階部分には新設されたばかりのナイトクラブがある。開始直後はカジノの電源が落ちているが、レニーを救出することで電源を入れてもらえる。
ATLANTICA CASINO（アトランティカカジノ）
パリセーズモールに隣接するカジノ。
「海」がモチーフ。内部にはVIPルームやマジックショーのステージが完備されている。オフ・ザ・レコードでは若干マップが変更され、ウラヌスゾーンへの入口が追加された。
SLOT RANCH CASINO（スロットランチカジノ）
ロイヤルフラッシュプラザと直結しているカジノ。
名前通りスロットマシンが非常に多く、巨大スロットマシンも設置されている。ビビ・ラブが居た舞台と小さなバーがある。
AMERICANA CASINO（アメリカーナカジノ）
アリーナへと繋がるカジノ。
文字通り、「アメリカ」がモチーフ。中央にはモニターが多数あり、その下にバーがある。また、2階建てのバーベキュー店、土産物屋もある。
FOOD COURT（フードコート）
飲食店街。スロットランチカジノとは同じエリアにあり、ロード無しで往来ができる。
全ての店が飲食店のため、回復アイテムが大量に入手できる。アントワヌのフレンチレストラン「Cucina Donnacci」もある。
FORTUNE PARK（フォーチュンパーク）
市中央に位置する広場。中央には巨大な岩がある。シルバーストリップ、プラチナストリップと直結。南側には市に入る正門がある。
SILVER STRIP（シルバーストリップ）
フォーチュンパークの東側にある通り。
ナイトライフを充実させたい人向けで、全てのショップが24時間営業。ここから地下通路にも行ける。また、Hot Excitoramaの裏口はパリセーズモールに繋がっている。
PLATINUM STRIP（プラチナストリップ）
フォーチュンパークの西側にある通り。映画館や土産物屋がある通りで、家族連れにお勧めと紹介されている。
店はさほど多くないが、盗人の質屋「Looters」がある。アリーナ前ではCUREがデモを行っていたためかCUREのプラカードを持ったゾンビが多数出現する。セーフハウスの封鎖された入口があるが、こちらからは入れない。なお、この入口付近には、大量のゾンビがいるため、kill数を稼ぐことも可能。
URANUS ZONE（ウラヌスゾーン）
『オフ・ザ・レコード』で新たに登場した遊園地。
宇宙をテーマにした遊園地で、様々な乗り物が稼働しており、射的ゲームやもぐら叩きなどのアトラクションも健在。店舗もそれなりに多く、二階建ての巨大なバーもある。『オフ・ザ・レコード』で追加された新要素の鍵を使用できる貸金庫の店舗もある。アトランティカカジノとサウスプラザに隣接。
Underground
市の地下に張り巡らされた広大な通路。地下鉄の線路が存在するが、登場する車両は貨物車両のみ。各地に電動カートが設置されている。また、一つだけ、バイクが存在する。
サウスプラザ同様工具が豊富に入手できるが、店舗が存在しないため回復アイテムが少なめ。地下通路には市内各所から降りられるが、CASEの進行状況によっては通れない。物語後半にてガスゾンビ発生源のガスが噴出し、ガスゾンビの巣窟と化す。なお、研究所もあるが、その研究所からは、多数の強力な武器が手に入る。

## エンディング

### 本編
エンディングS
詳細はOVERTIMEを参照。
THE FACTSまでクリアし、TKにゾンブレックスを投与していた場合のエンディング。そのままOVERTIMEが開始される。
エンディングA
サリバンを倒し、いよいよ街を脱出する時が来たがケイティがリュックを落としてしまう。ケイティにとっては母親の形見であるリュックを取りにチャックはヘリを降りるが、その腕をゾンビ化したTKが掴む。揉み合ううちに大量のゾンビに囲まれ、やむなくチャックはステイシーに向かってリュックを投げ、ゾンビの群れの中に消えていった。
THE FACTSをクリアしたがTKにゾンブレックスを投与していなかった場合のエンディング。本作の正史であり、『CASE:WEST』へと繋がる。
エンディングB
サリバンは逃走に成功し、フォーチュンシティに空爆が開始される。投下された爆弾は生者も死者も全て焼き尽くした。
軍到着までのCASEは達成したが、THE FACTSをクリアしないままタイムリミットを迎えた場合のエンディング。
エンディングC
軍が街に突入し、ようやく街を出られると思ったのも束の間、銃声と悲鳴が響き渡り、様子を見に行ったチャックは何者かに射殺された。軍の突入作戦は失敗し、政府は空爆を決行。誰一人生還することなく、フォーチュンシティは灰になった。
軍到着前にCASEに失敗し、ケイティーが生存した状態でセーフハウス内でタイムリミットを迎えた場合のエンディング。
エンディングD
チャックは事件の首謀者として軍に拘束され、兵士から怨嗟の罵声を受ける。しかし直後、その軍もガスゾンビに襲われて全滅した。結局、生存者は誰も脱出せず救助もされず、チャックはその惨劇を引き起こした狂人として記録された。
軍到着前にCASEに失敗し、セーフハウス外でタイムリミットを迎えた場合のエンディング。ケイティーの生死は問わない。
エンディングF
最愛の娘を失い、抜け殻のようになったチャック。彼を気遣うステイシーだったが、気が付くとセーフハウスにゾンビが侵入していた。しかしチャックは抵抗する様子も見せず、虚ろな表情のままゾンビの餌食となった。妻子の形見となったリュックを手にしながら。
ケイティーが死亡した状態で、セーフハウス内でタイムリミットを迎えた場合のエンディング。
Dの次はFであり、エンディングEは存在しない。

### オフ・ザ・レコード
エンディングS
ストーリーの#オフ・ザ・レコードを参照。
THE FACTSをクリアし、TKにゾンブレックスを投与していた場合のエンディング。
エンディングB
ステイシーを倒し、いよいよ街を脱出する時が来たがTKの姿が見えない。証人として連れて行くべくフランクはセーフハウスに戻るが、TKはゾンビ化して襲い掛かってきた。ゾンビの襲来に慄いた操縦士はやむなくヘリを飛ばし、フランクはゾンビの群れの中へと置き去りにされて消息不明となった。
THE FACTSをクリアしたがTKにゾンブレックスを投与していなかった場合のエンディング。
エンディングC
ステイシーは逃走に成功し、フォーチュンシティに空爆が開始される。投下された爆弾は生者も死者も全て焼き尽くした。
軍到着までのCASEは達成したが、THE FACTSをクリアしないままタイムリミットを迎えた場合のエンディング。
エンディングD
真相を解き明かせず、救助を待つのみとなったフランク。セーフハウスでコーヒーを入れていると悲鳴と銃声が響き渡り、そのフランクも何者かに撃たれる。軍の突入作戦は失敗し、政府は空爆を決行。誰一人生還することなく、フォーチュンシティは灰になった。
軍到着前にCASEに失敗し、セーフハウス内でタイムリミットを迎えた場合のエンディング。
エンディングE
フランクは軍に保護され、兵士はゾンビの掃討を行おうとしたものの、その直後、ガスゾンビに襲われて全滅。結局、生存者は誰も脱出せず救助もされなかった。
軍到着前にCASEに失敗し、セーフハウス外でタイムリミットを迎えた場合のエンディング。
Aにあたるエンディングは存在しない。